# 2022
2022 (MMXXII) var ett normalår som började en lördag i den gregorianska kalendern.

## Händelser

### Januari
- 2 januari:
  - Omfattande demonstrationer bryter ut i Kazakstan, inledningsvis mot höga gaspriser. Nationellt undantagstillstånd utfärdas, och den 5 januari upplöses landets regering. Den 7 januari uppger president Qasym-Zjomart Toqajev att den "konstitutionella ordningen" återställts, och ger samtidigt militären tillstånd att "utan förvarning" skjuta mot demonstranter.[1]
  - Sudans premiärminister Abdalla Hamdok avgår efter omfattande demonstrationer i landet.[2]
- 7 januari – Ett genombrott inom xenotransplantation uppnås vid University of Maryland när patienten David Bennett för första gången får ett hjärta från en genmodifierad gris inopererat. Bennett levde i två månader efter operationen och avled den 8 mars 2022.[3][4]
- 9 januari – 17 personer omkommer i en omfattande brand i ett lägenhetshus i Bronx, New York.[5]
- 14 januari – Drottning Margrethe II firar 50 år på den danska tronen.
- 15 januari – En serie utbrott från vulkanen Hunga Tonga i Tonga i södra Stilla havet kulminerar i ett explosivt utbrott som skär av alla kommunikationer med landet och orsakar en tsunami.
- 16 januari – Den serbiske tennisspelaren Novak Đoković nekas visum till Australien och kan därmed inte deltaga i Australiska öppna 2022.
- 22 januari – Den svenske förintelseöverlevaren, författaren och föreläsaren Emerich Roth avlider, 97 år gammal.[6]
- 23 januari – Burkina Fasos president Roch Marc Christian Kaboré avsätts i en militärkupp.[7]
- 29 januari
  - Stormen Malik drar in från Danmark och drabbar Bohuslän, Halland, Skåne och sydvästra Småland samt delar av Västergötland. Ovädret orsakar på sina håll förödelse i form av nedfallna träd, krossade fönster och tiotusentals strömlösa hushåll. SMHI utfärdar under lördagen en orange vädervarning för berörda områden. Natten till söndagen rör sig stormen österut och hemsöker stora delar av Östergötland, Uppland, Sörmland, Blekinge samt Öland och Gotland. Vid Hanö fyr i Blekinge uppmäts en vindstyrka på 38,9 m/s, vilket klassas som orkan.
  - Presidentval hålls i Italien, där den sittande presidenten Sergio Mattarella blir omvald.[8]
- 30 januari – Parlamentsval hålls i Portugal, där sittande premiärminister António Costa leder Partido Socialista till valseger.

### Februari
- 1 februari – Svenska kyrkans ansvarsnämnd för biskopar beslutar att Thomas Petersson, biskop av Visby, inte längre är behörig att tjänstgöra som biskop, präst eller diakon. Det är första gången som ett beslut om så kallad avkragning av en biskop fattas enligt privaträttsliga regler.[9][10][11][12][13]
- 3 februari – Islamiska statens ledare Abū Ibrāhīm al-Hāshimi al-Qurashi dödas under en räd genomförd av amerikanska specialstyrkor i provinsen Idlib i nordvästra Syrien.[14]
- 4 februari–20 februari – De 24:e olympiska vinterspelen genomförs i Kinas huvudstad Peking. Sverige vinner 8 guld, 5 silver och 5 brons.
- 5 februari – Melodifestivalen 2022 inleder årets tävlingssäsong. Den första deltävlingen sänds från Avicii Arena i Stockholm. Efter tekniskt haveri för publikens röstning över nätet avgörs tävlingen av telefonröster, där Cornelia Jakobs och Robin Bengtsson går vinnande under deltävlingen och direkt vidare till final.[15]
- 6 februari – Drottning Elizabeth II firar 70 år som regent över Storbritannien och 14 andra länder inom Samväldet. Hon är den första brittiska regenten någonsin att uppnå denna milstolpe, och hennes regenttid är den fjärde längsta i världen. Det officiella firandet kommer genomföras senare, med anledning av den pågående covid-19-pandemin.[16][17]
- 7 februari – Polens finansminister Tadeusz Kościński avgår efter en misslyckad skattereform.
- 9 februari – Covid-19-pandemin i Sverige: Majoriteten av Sveriges åtgärder mot spridning av covid-19 i samhället avvecklas, till följd av hög vaccinationstäckning och att läget i hälso- och sjukvården bedöms som stabilt.[18]
- 13 februari
  - Los Angeles Rams vinner Super Bowl LVI mot Cincinnati Bengals med 23-20.
  - Presidentval hålls i Tyskland, där den sittande presidenten Frank-Walter Steinmeier blir omvald.[19]
- 14 februari – Kanadas premiärminister Justin Trudeau inför undantagslagar för att stoppa de omfattande demonstrationer och vägblockader, som pågått i landet sedan januari, mot restriktioner med anledning av den pågående covid-19-pandemin.[20]
- 21 februari – Rysk-ukrainska krisen 2021–2022: Ryssland erkänner de ukrainska utbrytarrepublikerna Donetsk och Lugansk som självständiga stater, och president Vladimir Putin skickar truppstyrkor till östra Ukraina i vad man kallar "fredsbevarande syften".[21]
- 22 februari – Rysk-ukrainska krisen 2021–2022: Tysklands förbundskansler Olaf Scholz meddelar att den rysk-tyska gasledningen Nord Stream 2 stoppas "tills vidare", med anledning av Rysslands agerande mot Ukraina.[22] Samma dag tillkännager USA och Storbritannien nya ekonomiska sanktioner mot ryska politiker, affärsmän och banker.[23]

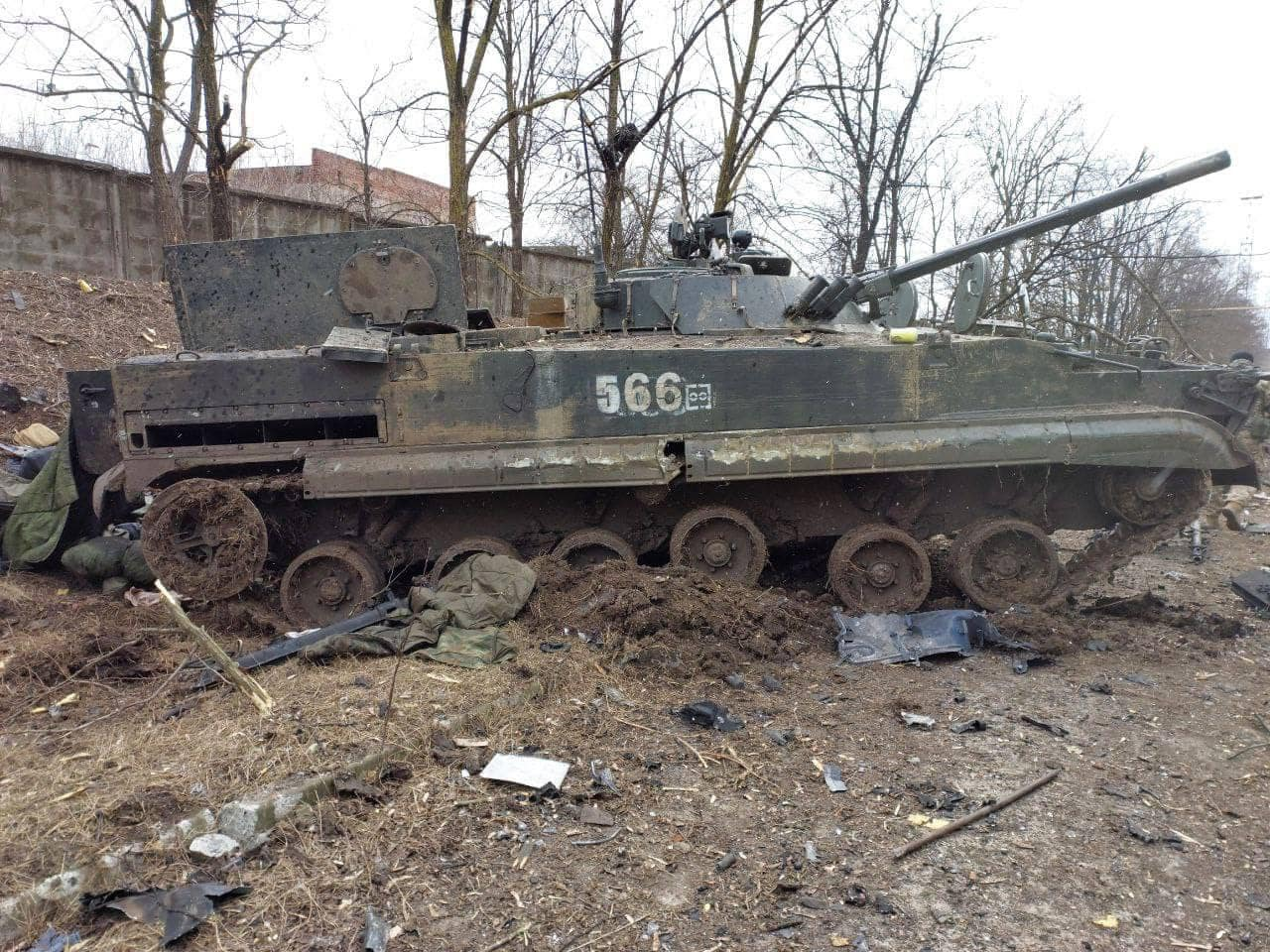
Rysslands invasion av Ukraina 2022: Rysk pansarvagn som beskjutits av ukrainska trupper i Mariupol.

- 24 februari – Rysslands invasion av Ukraina 2022: Ryssland inleder en fullskalig invasion av Ukraina, och explosioner rapporteras från en rad platser i landet.[24][25] Invasionen fördöms av ett flertal länder, och får EU, USA, Kanada och Storbritannien att införa ytterligare sanktioner mot den ryska staten samt ett antal ryska medborgare och banker.[26][27]
- 26 februari – Rysslands invasion av Ukraina 2022: EU-kommissionens ordförande Ursula von der Leyen meddelar att EU, tillsammans med USA, Storbritannien och Kanada, beslutat att utesluta ett flertal ryska banker från det internationella banksystemet SWIFT.[28]
- 27 februari – Rysslands invasion av Ukraina 2022: Rysslands president Vladimir Putin beordrar förband med kärnvapenkapacitet inom den ryska militären att höja beredskapen, till följd av "aggressiva uttalanden" från Nato och de sanktioner som väst riktat mot Ryssland.[29]
- 28 februari – FN:s klimatpanel (IPCC) publicerar en delrapport ur panelens sjätte utvärderingsrapport. Enligt rapporten har flera konsekvenser av klimatförändringar redan börjat bli kännbara, och det blir alltmer akut att anpassa samhällen efter situationen.[30]

### Mars
- 4 mars – Minst 56 personer dödas och flera skadas när en kraftig bomb exploderar under fredagsbönen i en shiamuslimsk moské i Peshawar, Pakistan. Islamiska staten tar på sig ansvaret för terrordådet.[31]
- 4 mars–13 mars – Paralympiska vinterspelen genomförs i Kinas huvudstad Peking. Dagen innan vinterspelen inleds portas ryska och belarusiska deltagare från mästerskapet, med anledning av Rysslands invasion av Ukraina.[32]
- 9 mars – Vraket efter polarfartyget Endurance, som förliste 1915, återfinns på 3 000 meters djup i Weddellhavet.
- 11 mars – Mark Bernsteins bidrag till den ryskspråkiga versionen av Wikipedia-artikeln Rysslands invasion av Ukraina 2022 leder till att han grips av belarusiska myndigheter med stöd av en ny rysk lag.
- 12 mars – Cornelia Jakobs vinner Melodifestivalen 2022 med låten "Hold Me Closer".
- 14 mars – Marina Ovsiannikova, producent på den ryska tv-kanalen Pervyj Kanal, genomför en aktivisthandling i direktsändning där hon protesterar mot Rysslands invasion av Ukraina. Ovsiannikova arresteras kort efter aktionen, anklagad för att ha "förtalat Rysslands väpnade styrkor".[33]
- 16 mars – Rysslands invasion av Ukraina 2022: Hundratals personer dödas då ryskt flygvapen bombar en teater i staden Mariupol i östra Ukraina, som användes som skyddsrum.[34][35]
- 21 mars – Två kvinnliga lärare i 50-årsåldern skadas och avlider senare på sjukhus, då en 18-årig man går till attack på gymnasieskolan Malmö latinskola i Malmö. 18-åringen, som är elev på skolan, grips i anslutning till dådet och misstänks för mord.[36]
- 27 mars – Den 94:e Oscarsgalan äger rum på Dolby Theatre i Los Angeles, USA. Under galan väcker skådespelaren Will Smith uppmärksamhet, då han går upp på scenen och örfilar komikern Chris Rock sedan Rock skämtat om Smiths hustru, Jada Pinkett Smith.

### April
- 1 april - Coronaviruset klassas inte längre som en samhällsfarlig sjukdom i Sverige.[37]
- 2 april – Rysslands invasion av Ukraina 2022: Ukrainas försvarsministerium meddelar att landets armé återtagit Kiev oblast från ryska trupper.[38]
- 3 april
  - Rysslands invasion av Ukraina 2022: Massgravar med hundratals civila påträffats efter Rysslands tillbakadragande från staden Butja nordväst om Kiev. Samtidigt anklagas Ryssland för en rad krigsbrott begångna på flera platser i Ukraina, bland annat av Human Rights Watch. Ryssland förnekar anklagelserna.[39]
  - Parlamentsval hålls i Ungern. Partierna Fidesz och KDNP får majoritet i parlamentet, och landets sittande premiärminister Viktor Orbán blir omvald för en fjärde mandatperiod.[40]
- 7 april
  - Ryssland utesluts från FN:s råd för mänskliga rättigheter, med anledning av de anklagelser om krigsbrott som riktats mot landet efter invasionen av Ukraina.
  - USA:s senat bekräftar president Joe Bidens nominering av Ketanji Brown Jackson som ny domare i USA:s högsta domstol.[41][42]
- 8 april – Nyamko Sabuni avgår som partiledare för Liberalerna, och efterträds av Johan Pehrson.[43][44]
- 10 april – Pakistans premiärminister Imran Khan avsätts från sin post genom ett misstroendevotum i landets parlament.[45]
- 14 april – Rysslands invasion av Ukraina 2022: Robotkryssaren Moskva, som är flaggskepp i den ryska Svartahavsflottan, förliser i Svarta havet. Officiella ukrainska källor hävdar att orsaken är en robotattack, och motsvarande ryska en ammunitionsexplosion.[46]
- 15–17 april – Upplopp bryter ut på flera platser i Sverige i anslutning till att Rasmus Paludan, ledare för det danska högerextrema partiet Stram Kurs, reser runt till svenska städer och bränner Koranen.[47]
- 24 april – Emmanuel Macron besegrar Marine Le Pen i den andra valomgången av presidentvalet i Frankrike, och blir därmed omvald till ytterligare en mandatperiod som Frankrikes president.[48]

### Maj
- 6 maj – 47 personer omkommer och flera skadas i en explosion orsakad av en gasläcka på ett hotell i Havanna, Kuba.[49]
- 11 maj – Den palestinska al-Jazira-journalisten Shireen Abu Akleh skjuts till döds då hon rapporterar från en israelisk räd mot ett flyktingläger i Jenin på den ockuperade Västbanken. Enligt journalister och vittnen på plats, samt utredningar från Bellingcat och FN, dödades hon av kulor från israelisk militär, medan Israel anklagar beväpnade palestinier för att ha avlossat skotten.[50][51]
- 14 maj – Finalen av Eurovision Song Contest 2022 äger rum i Turin, Italien. Vinnare blir Kalush Orchestra, som representerar Ukraina, med bidraget "Stefania".[52]
- 18 maj – Sverige och Finland ansöker om medlemskap i Nato. Ansökan blockeras av Turkiet, vilket gör processen utdragen.[53][54]

### Juni
- 19 juni
  - Gustavo Petro blir vald till Colombias president i den andra valomgången av presidentvalet i landet. Han blir därmed den förste vänsterkandidaten på posten.[55]
  - Andra omgången av parlamentsvalet i Frankrike 2022 äger rum, och den sittande presidenten Emmanuel Macrons mittenkoalition LREM förlorar sin majoritet i nationalförsamlingen.[56]
- 22 juni – Över 1000 människor omkommer då en kraftig jordbävning inträffar i provinsen Paktika i östra Afghanistan.[57]
- Intensiv monsunregn mellan mitten av juni och augusti orsaker stora översvämningar i Pakistan. Antalet dödsoffer uppskattas med 1 700.[58]
- 24 juni – USA:s högsta domstol upphäver den grundlagsskyddade aborträtten, genom att underkänna domslutet i fallet Roe mot Wade från 1973 i avgörandet Dobbs mot Jackson Women's Health Organization.[59]
- 28 juni – Yaël Braun-Pivet blir den första kvinnliga talmannen i Frankrikes nationalförsamling.[60]
- 30 juni – Sveriges riksbank höjer styrräntan med 50 punkter till 0,75 procent, den största höjningen sedan år 2000.[61]

### Juli
- 3 juli – Tre personer dödas och flera skadas då en 22-årig gärningsman öppnar eld i köpcentret Field's i Ørestad i Köpenhamn, Danmark.[62]
- 4 juli – 900 SAS-piloter går ut i strejk, sedan flygbolaget vägrat återanställa 560 piloter som varslades under coronapandemin och förhandlingar kring piloternas kollektivavtal bryter samman. Strejken varar fram till den 19 juli, då parterna når en överenskommelse.[63][64]
- 6 juli – Ing-Marie Wieselgren, nationell psykiatrisamordnare vid SKR, avlider efter att ha blivit knivhuggen vid Donners plats i Visby under den pågående Almedalsveckan i det så kallade Almedalsdådet. Den misstänkte gärningsmannen hade kopplingar till den nynazistiska organisationen NMR, och händelsen utreds som misstänkt terrorbrott av Säpo.[65]
- 7 juli – Storbritanniens premiärminister Boris Johnson avgår som partiledare för Konservativa partiet, sedan ett 60-tal ministrar och parlamentsledamöter lämnat sina poster i protest mot hans ledarskap. Johnson kommer att fortsätta som administrativ premiärminister till dess att en ny partiledare tillsatts.[66]
- 8 juli – Japans före detta premiärminister Shinzo Abe skjuts ihjäl i samband med ett kampanjtal i staden Nara.[67]
- 17 juli – Extrema temperaturer drar fram över stora delar av Europa, med hundratals döda och omfattande mark- och skogsbränder som följd. Flera värmerekord uppmäts i bland annat Storbritannien och Frankrike.[68][69]
- 19 juli – Albanien och Nordmakedonien får ett startskott för att inleda förhandlingar om medlemskap i Europeiska unionen.[70]
- 21 juli
  - Europeiska centralbanken höjer sina styrräntor med 50 punkter till noll procent, de första räntehöjningarna från banken på 11 år.[71]
  - Italiens premiärminister Mario Draghi avgår efter en omröstning om ett ekonomiskt stödpaket i parlamentet.[72]
- 23 juli – Världshälsoorganisationen utlyser internationellt hälsonödläge med anledning av apkoppsvirusutbrottet 2022.[73]
- 25 juli – Armand Duplantis sätter nytt världsrekord i stavhopp, med höjden 6,21 meter, under världsmästerskapen i friidrott i USA.[74]
- 31 juli - Europamästerskapet i fotboll för damer, som spelas i England, avslutas med finalen på Wembley Stadium i London där England besegrar Tyskland med 2–1 efter förlängning.[75]

### Augusti
- 2 augusti – Nancy Pelosi, talman i USA:s representanthus, besöker Taiwan. Kina fördömer besöket och svarar med militärövningar utanför Taiwan.[76][77]
- 12 augusti – Författaren Salman Rushdie knivhuggs flera gånger under ett framträdande i New York.[78]
- 27 augusti – Nationellt nödläge utlyses i Pakistan sedan över tusen människor dött i översvämningar orsakade av kraftiga regn.[79]

### September
- 2 september – Ryssland stoppar sina naturgasleveranser till Europa via ledningen Nord Stream 1 på obestämd tid.[80]
- 5 september – Liz Truss efterträder Boris Johnson som Storbritanniens premiärminister efter att ha blivit vald till ny partiledare för Konservativa partiet. [81]
- 8 september – Drottning Elizabeth II av Storbritannien avlider. Hon efterträds av sin son, Charles III, som kung av Storbritannien.[82]
- 11 september – Val hålls till Sveriges riksdag, regioner och kommunfullmäktige.[83]
- 15 september – I Sverige utropar M, KD, L och SD sig till segrare i riksdagsvalet sedan den preliminära rösträkningen avslutats. Statsminister Magdalena Andersson erkänner sig besegrad och begär att bli entledigad från sin post.
- 16 september – Omfattande protester bryter ut i Iran. Protesterna föranleds av att en 22-årig kvinna, Masha Amini, avlider i samband med ett ingripande av landets så kallade moralpolis för att hon brutit mot landets hijablagstiftning.[84]
- 21 september
  - Rysslands invasion av Ukraina 2022: Rysslands president Vladimir Putin beordrar delvis allmän mobilisering efter ukrainska motoffensiver i de östra delarna av landet. Enligt det ryska försvarsdepartementet omfattas omkring 300 000 personer.
  - Andreas Axelsson, som deltog i mordet på två polismän i Malexander 1999, släpps ur fängelset sedan hans straff omvandlats från livstid till 35 års fängelse 2020.[85]
- 25 september – Parlamentsval hålls i Italien. Högerextrema Italiens bröder får majoritet i parlamentet, och partiledaren Giorgia Meloni väntas bli landets nästa premiärminister.[86]
- 27 september – Flera läckor från naturgasledningarna Nord Stream 1 och 2 upptäcks utanför Bornholm i Östersjön. Läckorna utreds som sabotage, då flera undervattensexplosioner registrerats i området samtidigt.[87]
- 30 september
  - Ryssland annekterar de ockuperade ukrainska regionerna Luhansk, Donetsk, Zaporizjzja och Cherson, efter att skenomröstningar hållits i regionerna.[88]
  - En militärkupp avsätter den militärjunta som styrt Burkina Faso sedan en tidigare militärkupp i januari.[89]

### Oktober
- 4 oktober – Alain Aspect, John Clauser och Anton Zeilinger tilldelas Nobelpriset i fysik.[90]
- 5 oktober – Carolyn Bertozzi, Morten Meldal och Karl Barry Sharpless tilldelas Nobelpriset i kemi.[91]
- 6 oktober – Annie Ernaux tilldelas Nobelpriset i litteratur.[92]
- 7 oktober – Ales Bjaljatski samt organisationerna Memorial och Center for Civil Liberties tilldelas Nobels fredspris.[93]
- 8 oktober – Delar av den 19 kilometer långa Krimbron, som binder samman Krimhalvön med det ryska fastlandet, faller samman efter en explosion.
- 10 oktober
  - Ben Bernanke, Douglas Diamond och Philip H. Dybvig tilldelas Ekonomipriset till Alfred Nobels minne.[94]
  - Erik Eckerdal väljs till ny biskop i Visby stift.[95]
  - Det litauiska e-handelsföretaget Vinted kommer till Sverige.

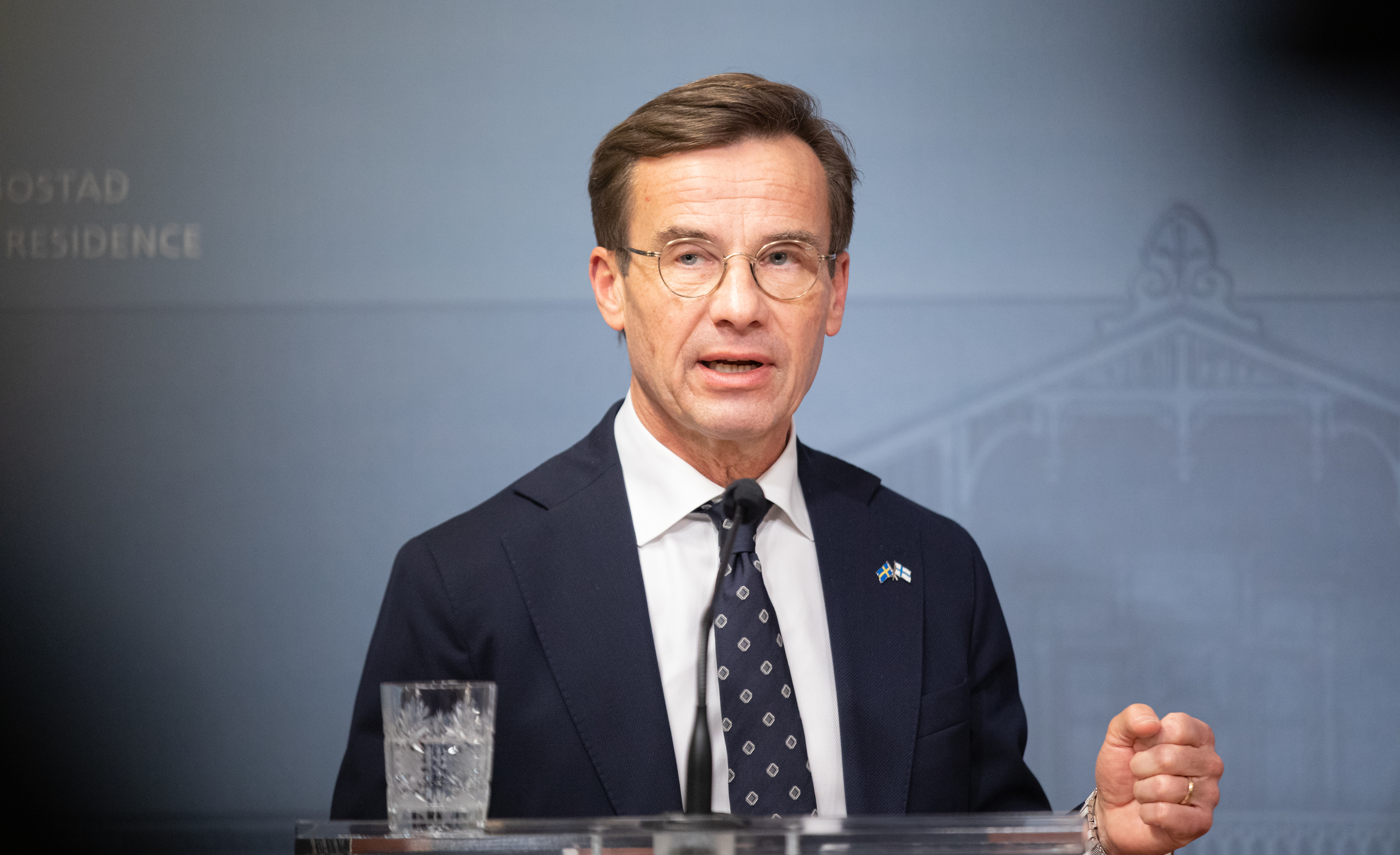
Ulf Kristersson blir Sveriges statsminister den 17 oktober.

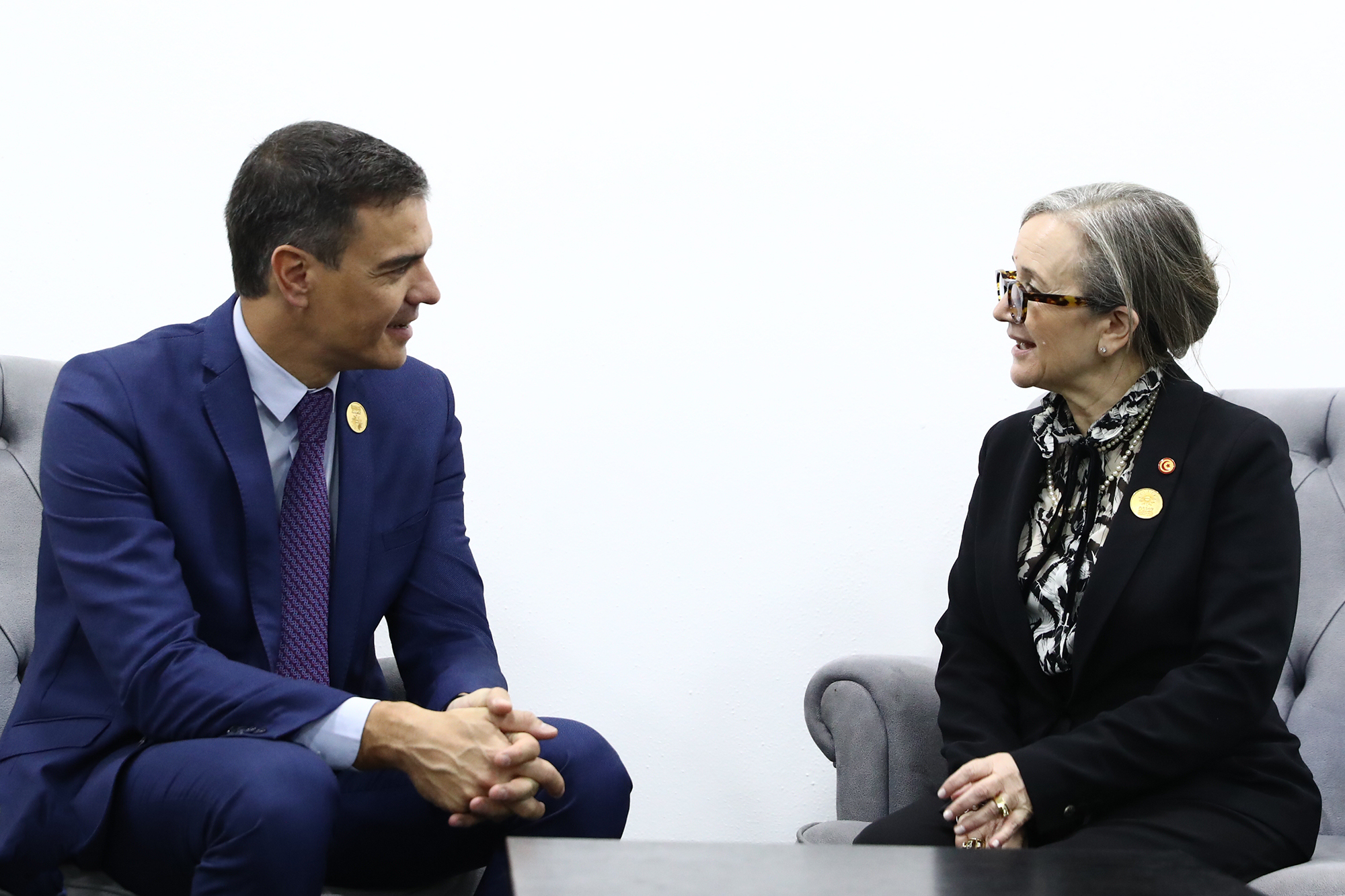
Spaniens premiärminister Pedro Sánchez och Tunisiens premiärminister Najla Bouden under Förenta nationernas klimatkonferens (COP27) i Sharm el-Sheikh, Egypten, som hålls den 6–18 november.

- 14 oktober – Tidöavtalet mellan riksdagspartierna Kristdemokraterna, Liberalerna, Moderaterna och Sverigedemokraterna läggs fram.[96]
- 16–23 oktober – Kinas kommunistiska parti håller sin 20:e partikongress. Vid kongressen väljs Xi Jinping till partiets generalsekreterare för en tredje mandatperiod.[97]
- 17 oktober – Sveriges riksdag godkänner Ulf Kristersson (M) som ny statsminister med stöd av 176 av 349 ledamöter. Kristdemokraterna, Liberalerna, Moderaterna och Sverigedemokraterna röstar för Kristersson medan Centerpartiet, Miljöpartiet, Socialdemokraterna och Vänsterpartiet röstar mot förslaget.[98]
- 18 oktober – Regeringen Kristersson tillträder som Sveriges regering efter en skifteskonselj på Stockholms slott.
- 20 oktober – Storbritanniens premiärminister Liz Truss meddelar sin avgång efter endast 45 dagar på posten, då hon tvingats backa från stora delar av sin utlovade politik och två ministrar avgått i protest mot hennes ledarskap. Hon lämnar även posten som partiledare för Konservativa partiet.[99]
- 25 oktober – Rishi Sunak blir ny partiledare för Konservativa partiet samt premiärminister i Storbritannien efter Liz Truss avgång den föregående veckan.[100]
- 29 oktober – Minst 154 personer omkommer och 132 skadas i en trängselolycka vid ett halloweenfirande i Sydkoreas huvudstad Seoul. Dagen efter olyckan rapporteras omkring 4 000 personer ännu vara saknade.[101]
- 30 oktober
  - Vänsterkandidaten Lula da Silva väljs till Brasiliens president sedan han besegrat den sittande presidenten Jair Bolsonaro i en andra valomgång.[102]
  - Svenska kyrkans ärkebiskop Antje Jackelén lämnar ämbetet, med anledning av hennes pensionering. Ny ärkebiskop förväntas mottas den 4 december.[103][104][105]

### November

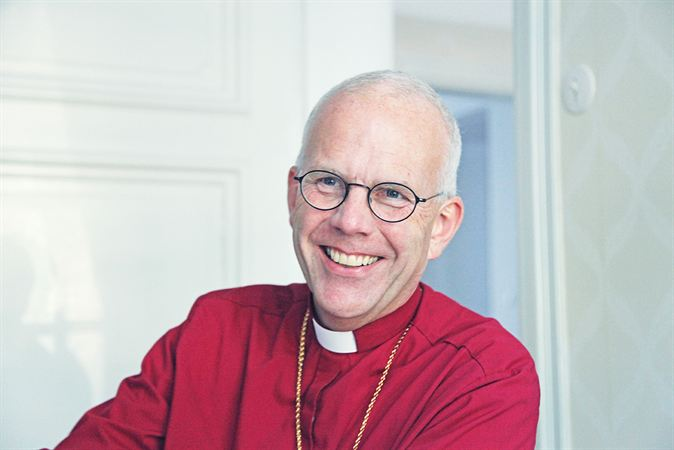
Martin Modéus installeras som Svenska kyrkans ärkebiskop den 4 december.

- 1 november – Folketingsval hålls i Danmark, där Socialdemokratiet blir största parti och det röda blocket får egen majoritet.[106] Trots detta lämnar den socialdemokratiske statsministern Mette Frederiksen dagen efter in regeringen Frederiksens avgångsansökan, för att istället förhandla om en bred mittenregering med övriga partier.[107][108]
- 3 november – Den kinesiska rymdstationen Tiangong färdigställs i och med att den tredje och sista modulen, Mengtian, kommer på plats.[109]
- 6–18 november – Förenta nationernas klimatkonferens 2022 (COP27) hålls i Sharm el-Sheikh, Egypten.[110]
- 8 november – Mellanårsval genomförs till USA:s kongress, parallellt med val till delstaternas lagstiftande församlingar samt till ett flertal guvernörsposter. Det republikanska partiet får en knapp majoritet i representanthuset, medan det demokratiska partiet behåller kontrollen över senaten.[111]
- 11 november – Rysslands invasion av Ukraina 2022: Ukrainska styrkor återtar Cherson, den enda större stad som Ryssland lyckats ta kontroll över sedan invasionens början i februari.[112]
- 20 november – Världsmästerskapet i fotboll 2022 i Qatar inleds.[113]

### December
- 4 december – Martin Modéus tas emot som Svenska kyrkans ärkebiskop vid en högmässa i Uppsala domkyrka.
- 7 december – En politisk kris i Peru leder till att president Pedro Castillo avsätts från sin post och grips sedan han försökt upplösa landets kongress.[114]
- 13 december – Amerikanska forskare lyckas för första gången uppnå en nettoenergivinst vid en fusionsreaktion.
- 14 december – Fem schimpanser rymmer från sitt hägn i Furuviksparken, varav fyra senare skjuts ihjäl och en skottskadas.[115]
- 18 december – Argentinas herrlandslag i fotboll vinner Världsmästerskapet i fotboll 2022 i Qatar.
- 31 december - Påve emeritus Benedictus XVI avlider, 95 år gammal.

## Avlidna

### Januari

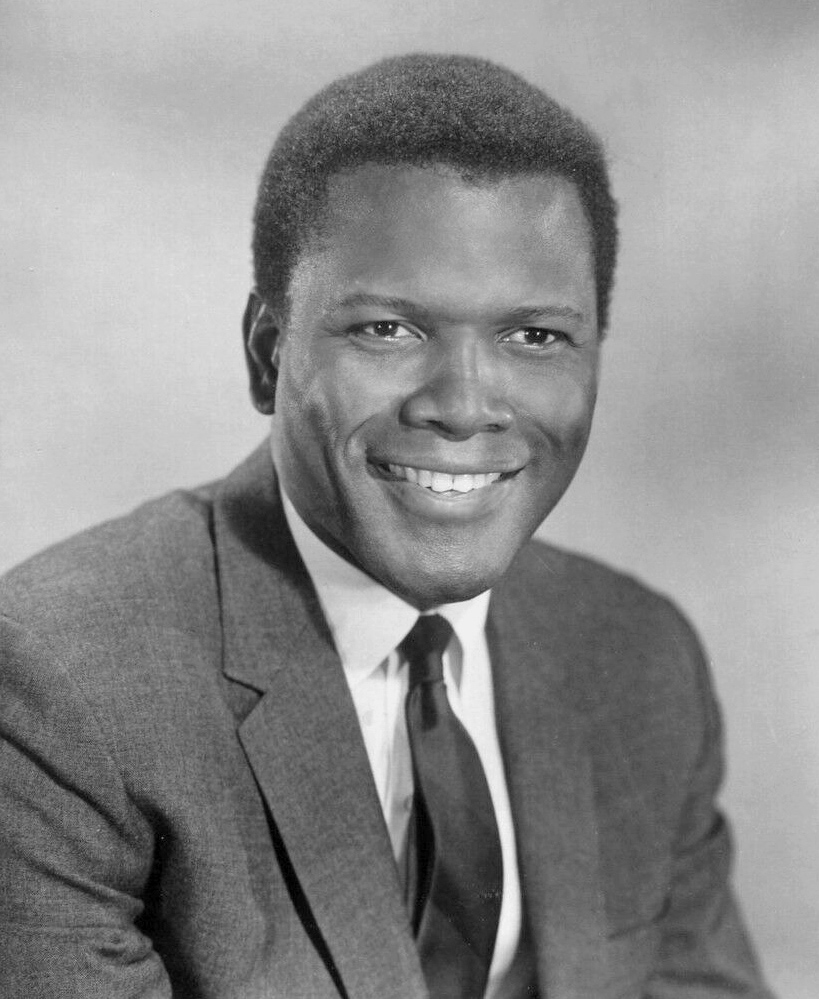
Den bahamansk-amerikanske skådespelaren Sidney Poitier avled 6 januari, 94 år gammal.

- 2 januari – Richard Leakey, 77, brittisk-kenyansk antropolog, politiker och författare.[116]
- 6 januari
  - Peter Bogdanovich, 82, amerikansk filmregissör, skådespelare och manusförfattare.
  - Sidney Poitier, 94, bahamansk-amerikansk skådespelare, filmregissör, filmproducent, författare och diplomat.
- 8 januari – Staffan Bergsten, 89, svensk författare, litteraturvetare och -kritiker.
- 9 januari
  - Karl-Erik Bender, 87, svensk affärsman och hästuppfödare.
  - Toshiki Kaifu, 91, japansk politiker, Japans premiärminister 1989–1991.
  - Bob Saget, 65, amerikansk skådespelare, komiker och programledare.
- 10 januari
  - Øystein Lønn, 85, norsk författare.
  - David Sassoli, 65, italiensk politiker och journalist, Europaparlamentets talman 2019–2022.[117]
- 12 januari – Ronnie Spector, 78, amerikansk sångare (The Ronettes).
- 16 januari – Ibrahim Boubacar Keïta, 76, malisk politiker, Malis president 2013–2020.
- 18 januari – Francisco "Paco" Gento, 88, spansk fotbollsspelare.
- 19 januari – Gaspard Ulliel, 37, fransk skådespelare.
- 20 januari – Meat Loaf, 74, amerikansk sångare, musiker och skådespelare.
- 22 januari
  - Thích Nhất Hạnh, 95, vietnamesisk zenbuddhistisk munk och klosterledare.
  - Emerich Roth, 97, tjeckoslovakisk-född svensk författare, föreläsare, socialarbetare och förintelseöverlevare.
  - Roger Wallis, 80, brittisk-svensk professor i multimedia, kompositör av populärmusik

### Februari

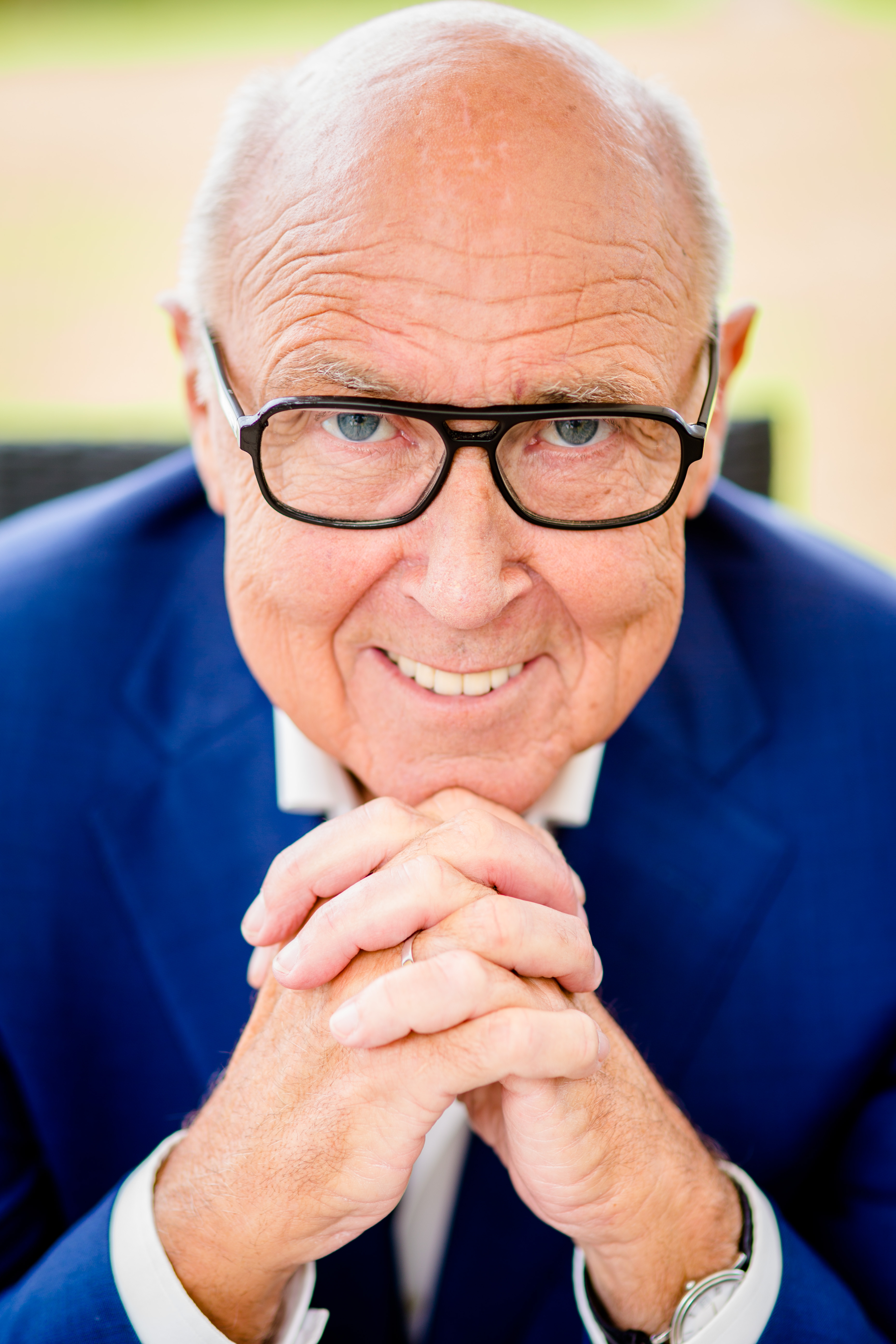
Den svenske TV-programledaren Ingvar Oldsberg avled 10 februari, 76 år gammal.

- 2 februari – Monica Vitti, 90, italiensk skådespelare (Modesty Blaise).
- 6 februari – Ronnie Hellström, 72, svensk fotbollsmålvakt.
- 8 februari – Luc Montagnier, 89, fransk virolog, mottagare av Nobelpriset i fysiologi eller medicin 2008.
- 10 februari
  - Manuel Esquivel, 81, belizisk politiker, Belizes premiärminister 1984–1989 och 1993–1998.
  - Ingvar Oldsberg, 76, svensk TV-programledare.
- 12 februari – Ivan Reitman, 75, kanadensisk-amerikansk filmregissör och producent.
- 20 februari – Nils Lindberg, 88, svensk kompositör, pianist och jazzmusiker.
- 22 februari – Mark Lanegan, 57, amerikansk sångare och låtskrivare (Screaming Trees, Queens of the Stone Age).
- 24 februari – Sally Kellerman, 84, amerikansk skådespelare (M*A*S*H).

### Mars

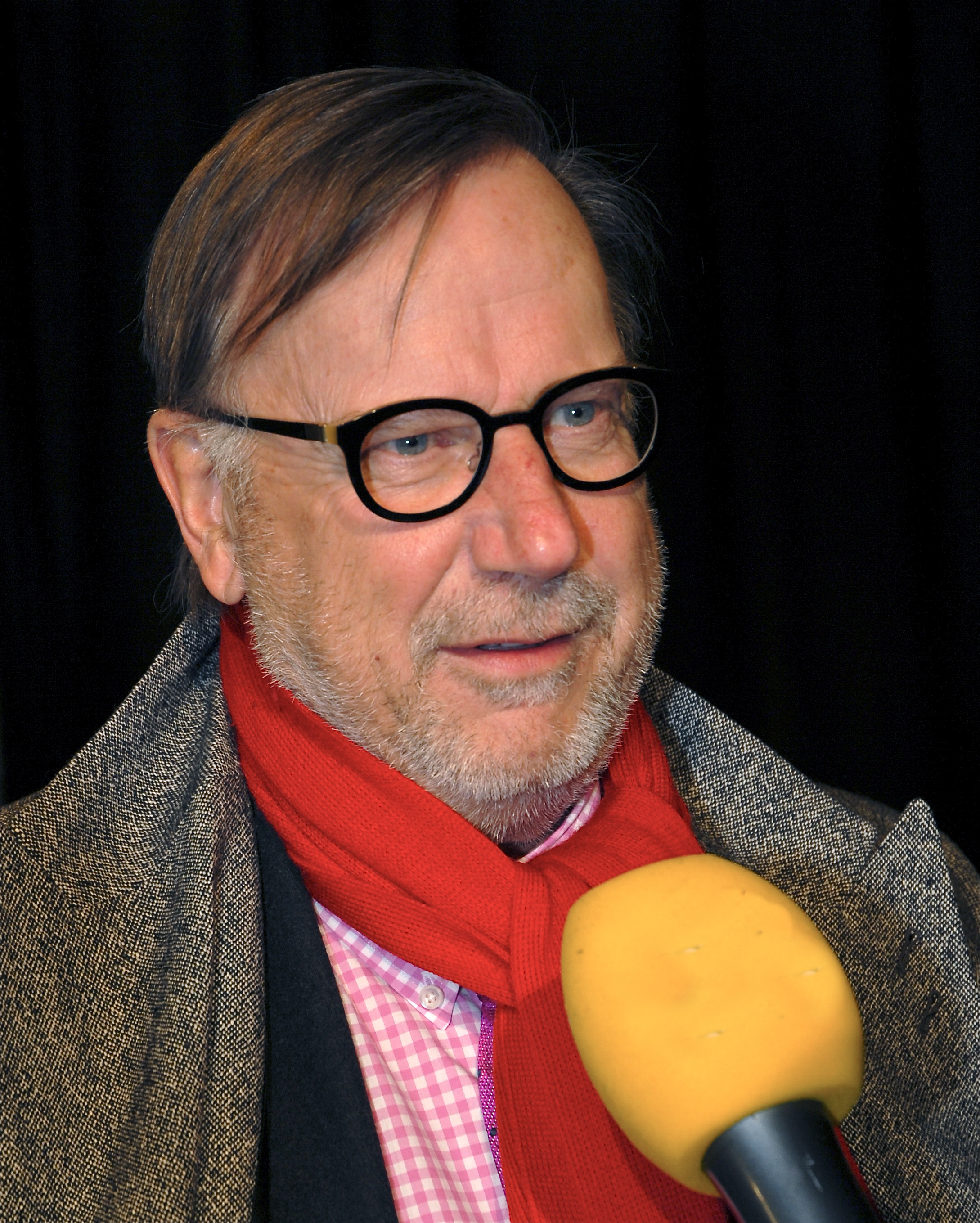
Den svenske skådespelaren Sven Melander avled 31 mars, 74 år gammal.

- 2 mars – Frédérick Tristan, 90, fransk författare och poet.
- 11 mars – Rupiah Banda, 85, zambisk politiker, Zambias president 2008–2011.
- 13 mars – William Hurt, 71, amerikansk skådespelare.
- 15 mars – Kjell Andersson, 73, svensk sportjournalist, programledare och kommentator.
- 17 mars – Lars Lystedt, 96, svensk ventilbasunist, jazzmusiker, arrangör, bartender och festivalgrundare.
- 18 mars – Lennart Winblad, 83, svensk journalist och utrikeskorrespondent (Aktuellt).
- 20 mars – Reine Wisell, 80, svensk racerförare.
- 21 mars – Waldemar Bergendahl, 88, svensk filmproducent.
- 23 mars – Madeleine Albright, 84, amerikansk politiker och diplomat, USA:s utrikesminister 1997–2001.
- 24 mars – Dagny Carlsson, 109, svensk bloggare.
- 25 mars – Taylor Hawkins, 50, amerikansk trumslagare (Foo Fighters m.fl.).
- 31 mars – Sven Melander, 74, svensk skådespelare, komiker och journalist.

### April
- 3 april – Gunnel Ginsburg, 79, svensk illustratör.
- 5 april – Sidney Altman, 82, kanadensisk-amerikansk biokemist, mottagare av Nobelpriset i kemi 1989.
- 6 april – Vladimir Zjirinovskij, 75, rysk politiker.
- 7 april – Birgit Nordin, 88, svensk operasångare (hovsångare).
- 9 april – Jack Higgins, 92, brittisk författare.
- 12 april – Gilbert Gottfried, 67, amerikansk skådespelare och ståuppkomiker.
- 13 april
  - Johanna Ekström, 51, svensk författare och konstnär.
  - Freddy Rincón, 55, colombiansk fotbollsspelare.
- 14 april – Mike Bossy, 65, kanadensisk ishockeyspelare.
- 18 april – Harrison Birtwistle, 87, brittisk operatonsättare
- 19 april
  - Gloria Gervitz, 79, mexikansk poet och översättare.
  - Kane Tanaka, 119, världens näst äldsta person någonsin.
- 20 april – Olle Goop, 78, svensk travkusk och -tränare.
- 21 april – Mwai Kibaki, 90, kenyansk politiker och ekonom, Kenyas president 2002–2013.
- 22 april – Guy Lafleur, 70, kanadensisk ishockeyspelare.
- 23 april – Ingvar Björkeson, 94, svensk översättare.
- 27 april – Kristian Lundberg, 56, svensk författare.
- 30 april – Mino Raiola, 54, italiensk-nederländsk fotbollsagent.

### Maj

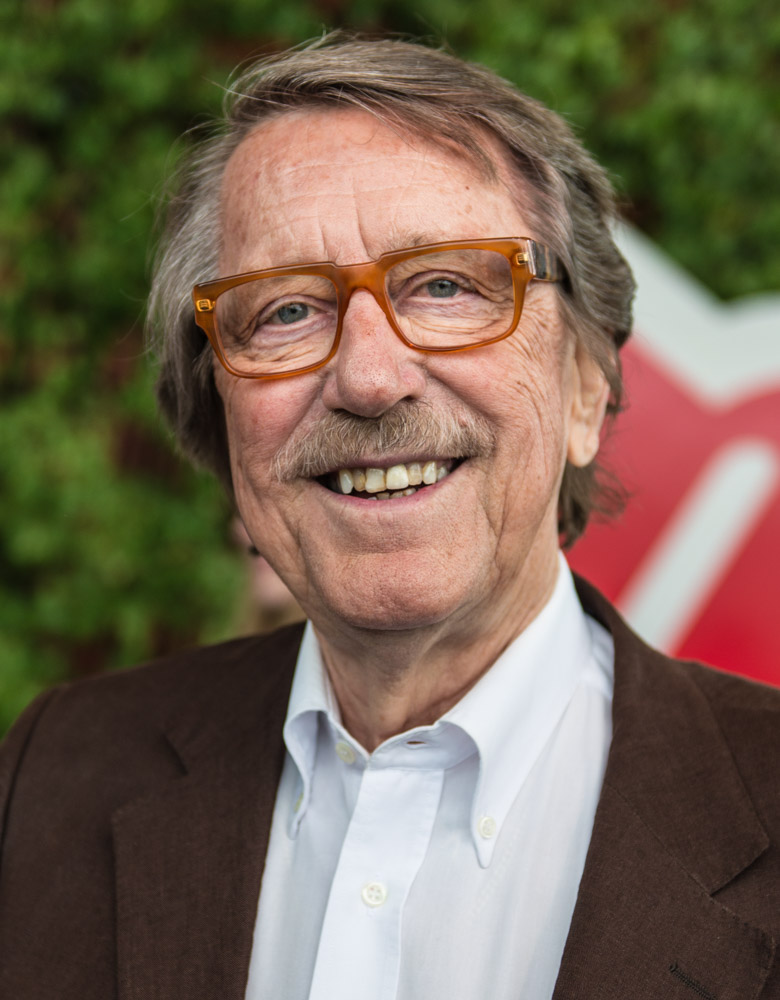
Den svenske körledaren, programledaren och kompositören Kjell Lönnå avled 10 maj, 85 år gammal.

- 3 maj – Stanislaŭ Sjusjkevitj, 87, belarusisk politiker, Belarus statsöverhuvud (ordförande i Belarus högsta sovjet) 1991–1994.
- 6 maj – Alf Hambe, 91, svensk viskompositör, författare och trubadur.
- 8 maj
  - Curt Bergfors, 73, svensk företagare och entreprenör, grundare av Max Hamburgerrestauranger.
  - Bengt "Bengan" Johansson, 79, svensk handbollsspelare och -tränare.
- 10 maj
  - Leonid Kravtjuk, 88, ukrainsk politiker, Ukrainas president 1991–1994.
  - Kjell Lönnå, 85, svensk körledare, programledare och kompositör.
- 11 maj – Shireen Abu Akleh, 51, palestinsk journalist.
- 13 maj
  - Khalifa bin Zayed Al Nahyan, 73, emiratisk emir, Förenade Arabemiratens president 2004–2022.
  - Teresa Berganza, 87, spansk operasångare (mezzosopran).
  - Ben R. Mottelson, 95, amerikansk-dansk fysiker, mottagare av Nobelpriset i fysik 1975.
- 16 maj – Per Gunnar Evander, 89, svensk författare och dramaturg.
- 17 maj
  - Vangelis, 79, grekisk kompositör och musiker.
  - Göran Wärff, 88, svensk glaskonstnär och formgivare.
- 23 maj – Anita Gradin, 88, svensk politiker (Socialdemokraterna), diplomat och journalist, Sveriges invandrarminister och jämställdhetsminister 1982–1986, utrikeshandelsminister 1986–1991.
- 26 maj
  - Andy Fletcher, 60, brittisk musiker (Depeche Mode).
  - Ray Liotta, 67, amerikansk skådespelare.
- 28 maj – Bujar Nishani, 55, albansk politiker, Albaniens president 2012–2017.
- 29 maj – Lester Piggott, 86, engelsk galoppjockey och tränare.[118]
- 30 maj – Boris Pahor, 108, slovensk författare.

### Juni

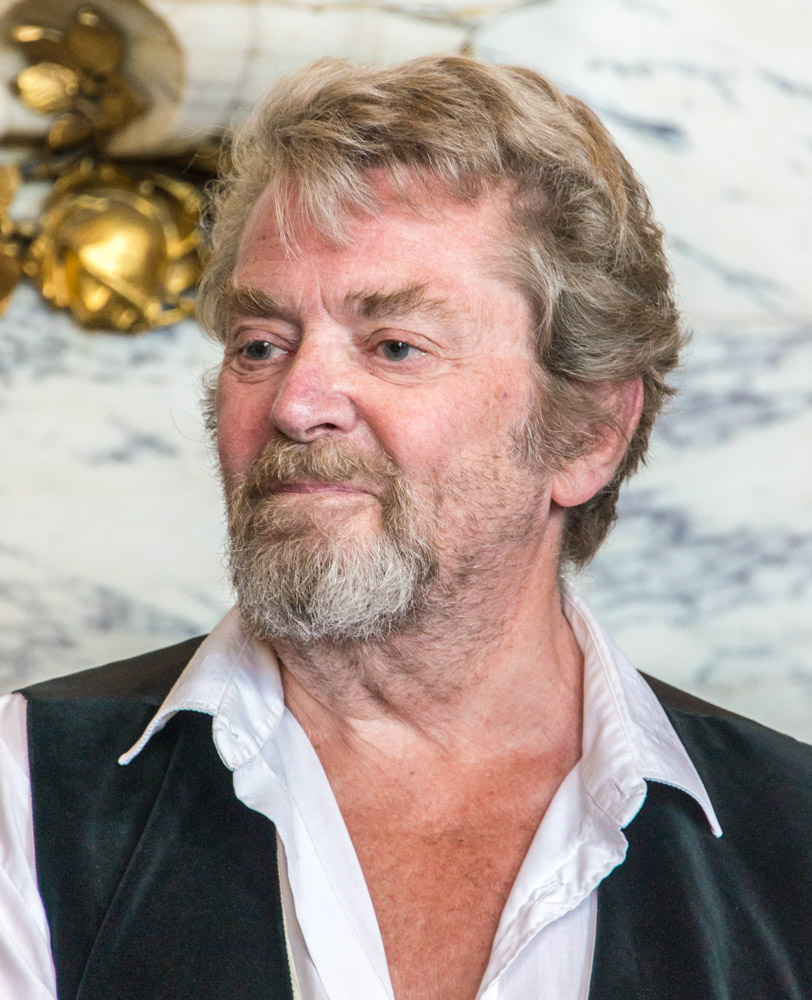
Den svenske skådespelaren Rolf Skoglund avled 28 juni, 81 år gammal.

- 2 juni – Agneta Klingspor, 76, svensk författare.
- 8 juni – Paula Rego, 87, portugisisk-brittisk konstnär.
- 9 juni – Ewonne Winblad, 85, svensk journalist, författare, tv-reporter och tv-chef.
- 12 juni – Philip Baker Hall, 90, amerikansk skådespelare.
- 14 juni – Johan Cullberg, 88, svensk psykiater, psykoanalytiker och författare.
- 15 juni – Catrin Jacobs, 78, svensk journalist och programledare (Sköna söndag).
- 17 juni – Jean-Louis Trintignant, 91, fransk skådespelare.
- 18 juni – Anita Ekström, 79, svensk skådespelare.
- 20 juni – Sture Allén, 93, svensk språkforskare och professor emeritus i språkvetenskaplig databehandling, ledamot av Svenska Akademien sedan 1980 och dess ständige sekreterare 1986–1999.[119]
- 22 juni – Jonny Nilsson, 79, svensk skridskoåkare, olympisk mästare 1964.
- 27 juni – Carl-Uno Sjöblom, 91, svensk radioman och tv-personlighet.
- 28 juni – Rolf Skoglund, 81, svensk skådespelare.

### Juli

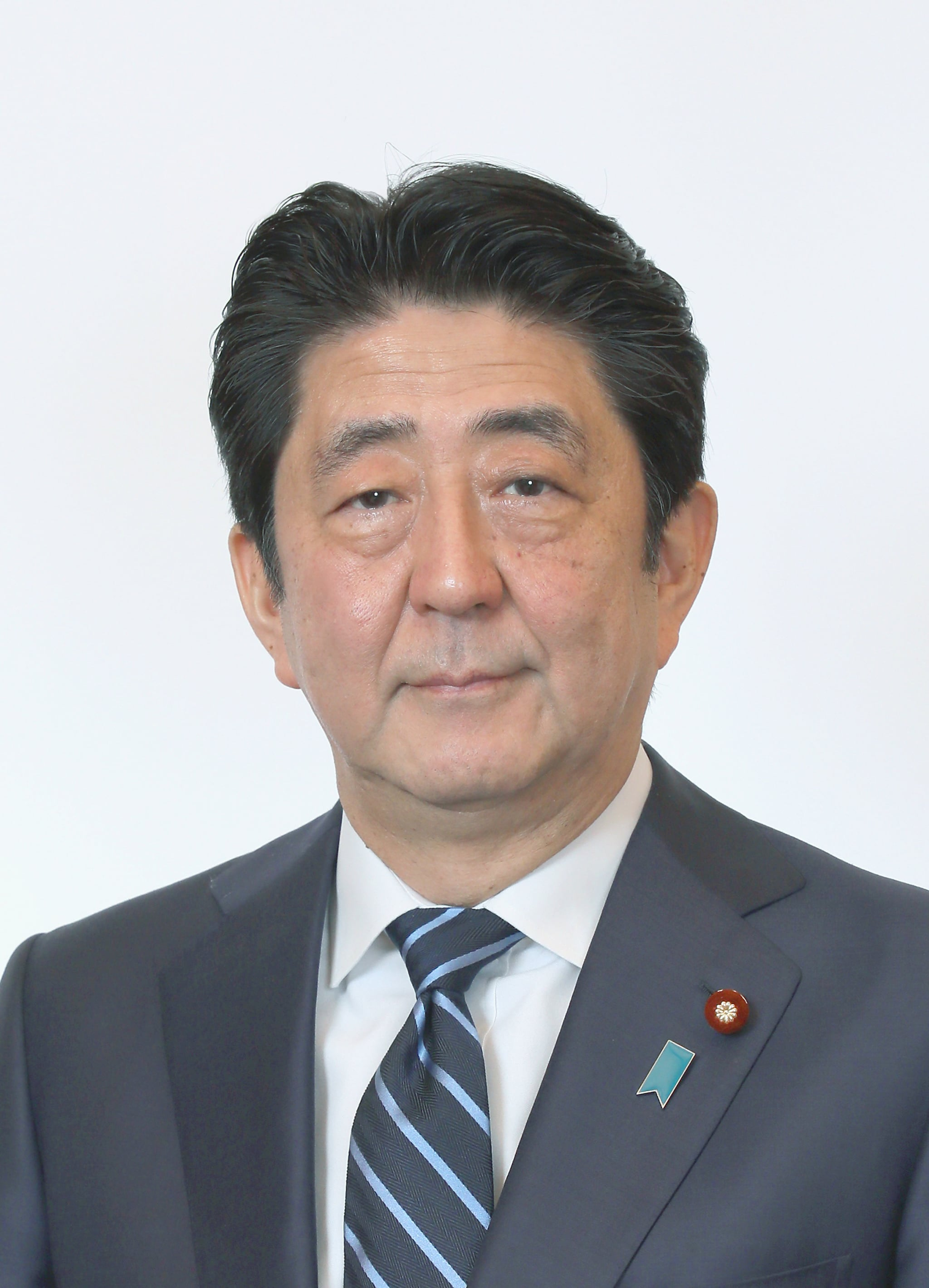
Den japanske politikern och premiärministern Shinzo Abe avled 8 juli, 67 år gammal.

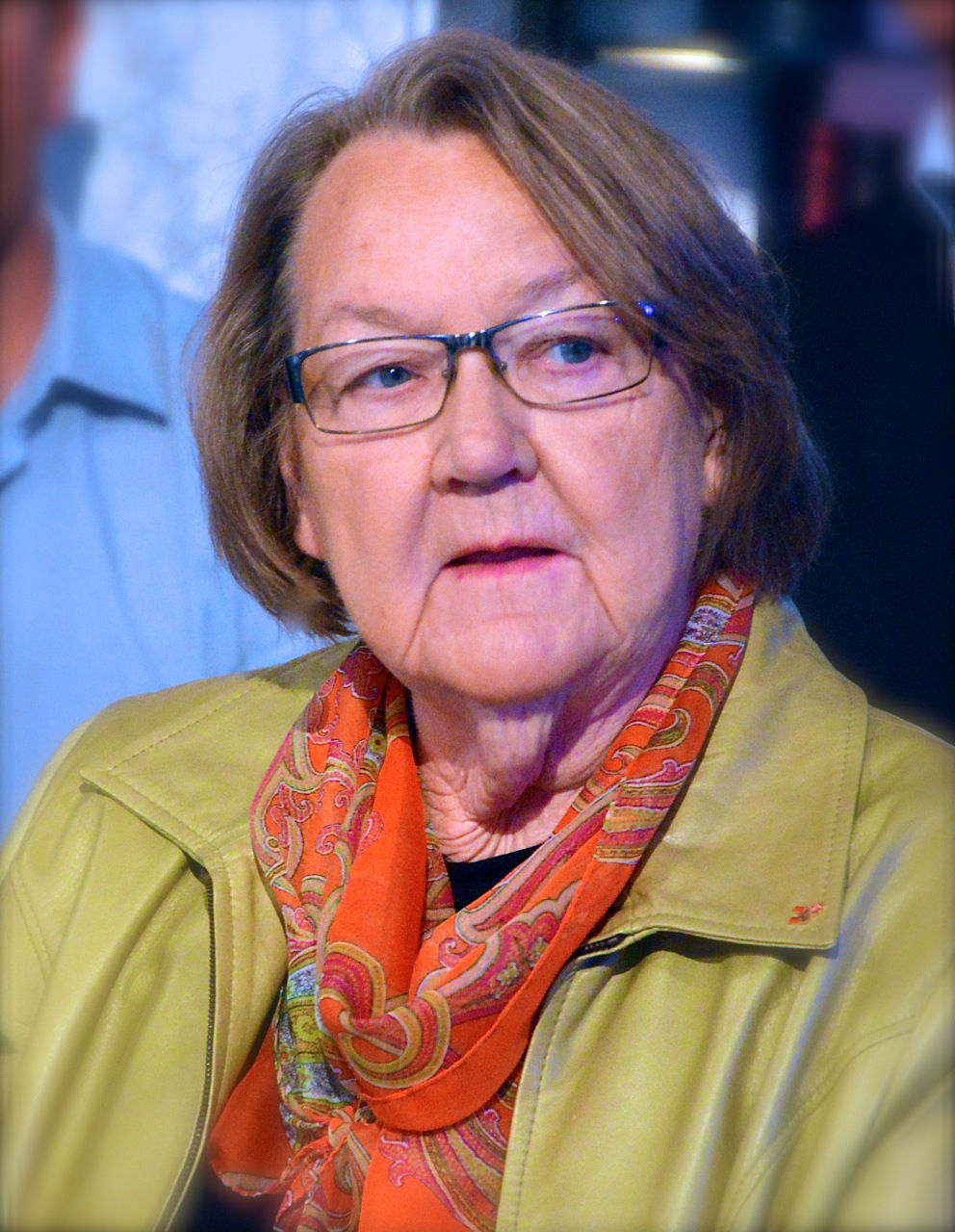
Den norsk-svenska politikern och författaren Marit Paulsen avled 25 juli, 82 år gammal.

- 2 juli – Peter Brook, 97, brittisk teater- och filmregissör.
- 3 juli
  - Robert Curl, 88, amerikansk kemist, mottagare av Nobelpriset i kemi 1996.
  - Lennart Hjulström, 83, svensk skådespelare.
- 4 juli – Thorbjörn Larsson, 77, svensk tidningsman och mediachef, Aftonbladets chefredaktör 1987–1997.
- 5 juli – Arne Åhman, 97, svensk friidrottare.
- 6 juli
  - James Caan, 82, amerikansk skådespelare.
  - Ing-Marie Wieselgren, 64, svensk psykiater och tjänsteman.
- 8 juli
  - Shinzo Abe, 67, japansk politiker, Japans premiärminister 2006–2007 och 2012–2020.
  - José Eduardo dos Santos, 79, angolansk politiker, Angolas president 1979–2017.
  - Luis Echeverría, 100, mexikansk politiker, Mexikos president 1970–1976.
- 14 juli
  - Francisco Morales Bermúdez, 100, peruansk politiker och militär, Perus president 1975–1980 och premiärminister 1975.
  - Ivana Trump, 73, tjeckisk-amerikansk affärskvinna.
- 18 juli – Claes Oldenburg, 93, svensk-amerikansk skulptör.
- 21 juli – Uwe Seeler, 85, tysk fotbollsspelare.
- 25 juli
  - Marit Paulsen, 82, norsk-svensk författare och politiker (Folkpartiet/Liberalerna).
  - Paul Sorvino, 83, amerikansk skådespelare.
  - David Trimble, 77, nordirländsk politiker, försteminister i Nordirland 1998–2002, mottagare av Nobels fredspris 1998.
- 26 juli
  - Inger Alfvén, 82, svensk författare.
  - Lukas Lundin, 64, svensk entreprenör och företagsledare.
- 27 juli
  - Bernard Cribbins, 93, brittisk skådespelare och musikalartist.
  - Ralf Långbacka, 89, finländsk manusförfattare och regissör.
- 30 juli – Nichelle Nichols, 89, amerikansk skådespelare (Star Trek).
- 31 juli
  - Fidel Ramos, 94, filippinsk militär och politiker, president 1992–1998.
  - Bill Russell, 88, amerikansk basketspelare och tränare.
  - Ayman az-Zawahiri, 71, egyptiskfödd jihadist, al-Qaidas högste ledare sedan 2011.

### Augusti

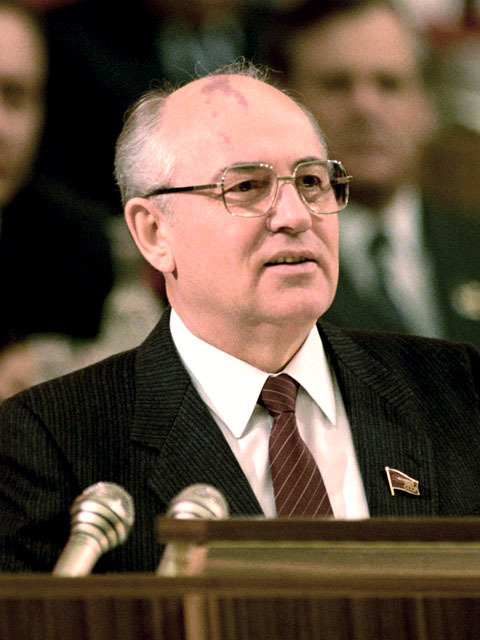
Den ryske politikern och fredspristagaren Michail Gorbatjov avled 30 augusti, 91 år gammal.

- 4 augusti – Ebbe Schön, 92, svensk folklivsforskare och författare.
- 6 augusti – Torgny Söderberg, 77, svensk låtskrivare.
- 7 augusti – Ezekiel Alebua, 75, salomonsk politiker, Salomonöarnas premiärminister 1986–1989.
- 8 augusti
  - Lamont Dozier, 81, amerikansk låtskrivare och musikproducent.
  - Olivia Newton-John, 73, brittiskfödd australisk sångare och skådespelare.
- 10 augusti – Vesa-Matti Loiri, 77, finländsk skådespelare, musiker och komiker.
- 11 augusti – Anne Heche, 53, amerikansk skådespelare.
- 12 augusti
  - Lise Drougge, 102, svensk kemist, författare, dramatiker och konstnär.
  - Wolfgang Petersen, 81, tysk filmregissör.
- 15 augusti – Tomas Fischer, 81, svensk finansman och förläggare.
- 16 augusti – Hans Peterson, 99, svensk författare.
- 26 augusti – Espen Skjønberg, 98, norsk skådespelare.
- 28 augusti – Bicky Chakraborty, 79, indisk-svensk affärsman och entreprenör.
- 30 augusti – Michail Gorbatjov, 91, rysk (sovjetisk) politiker, Sovjetunionens ledare (generalsekreterare i Sovjetunionens kommunistiska parti) 1985–1991, mottagare av Nobels fredspris 1990.
- 31 augusti – Signe Persson-Melin, 97, svensk formgivare och keramiker.

### September

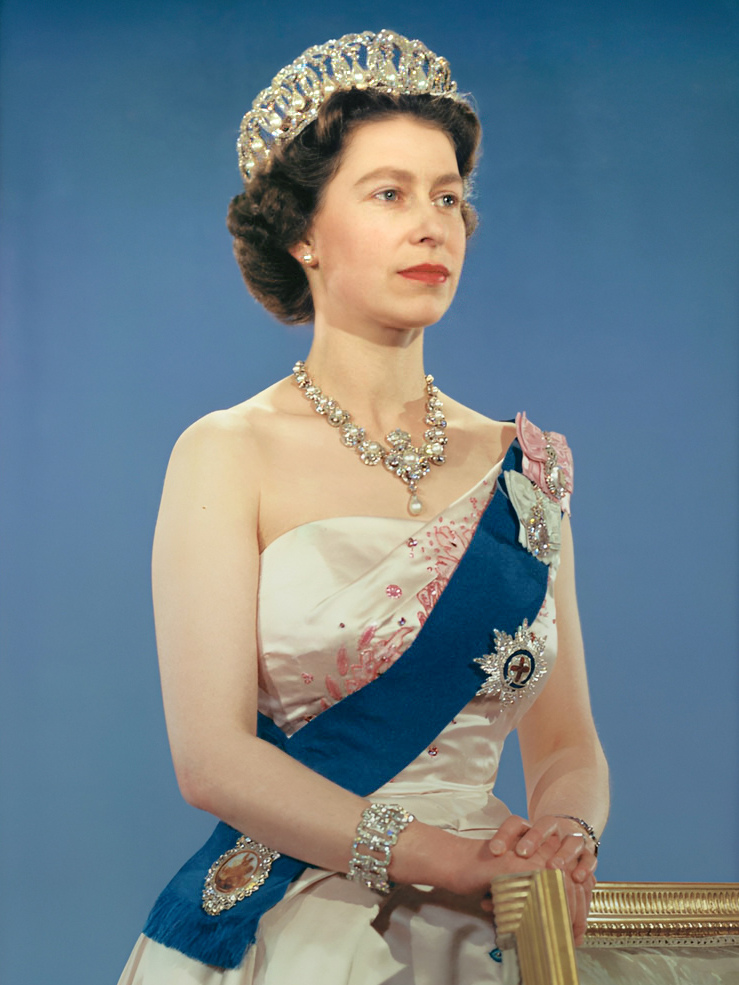
Den brittiska drottningen Elizabeth II avled 8 september, 96 år gammal.

- 2 september – Frank Drake, 92, amerikansk astronom och astrofysiker.
- 8 september
  - Elizabeth II, 96, brittisk kunglighet, Storbritanniens regerande drottning, Engelska kyrkans högsta beskyddare och Samväldets symboliska överhuvud sedan 1952.
  - Anders Lönnbro, 76, svensk skådespelare, regissör och filmproducent.
- 11 september – Javier Marías, 70, spansk författare och översättare.
- 13 september – Jean-Luc Godard, 91, fransk-schweizisk filmskapare.
- 14 september – Irene Papas, 93, grekisk skådespelare och sångare.
- 15 september – Saul Kripke, 81, amerikansk filosof och logiker.
- 18 september – Kjell Espmark, 92, svensk författare och litteraturvetare, ledamot av Svenska Akademien.
- 22 september – Hilary Mantel, 70, brittisk författare.
- 23 september – Louise Fletcher, 88, amerikansk skådespelare.
- 24 september – Pharoah Sanders, 81, amerikansk jazzsaxofonist.
- 28 september – Coolio, 59, amerikansk rappare och skådespelare.

### Oktober

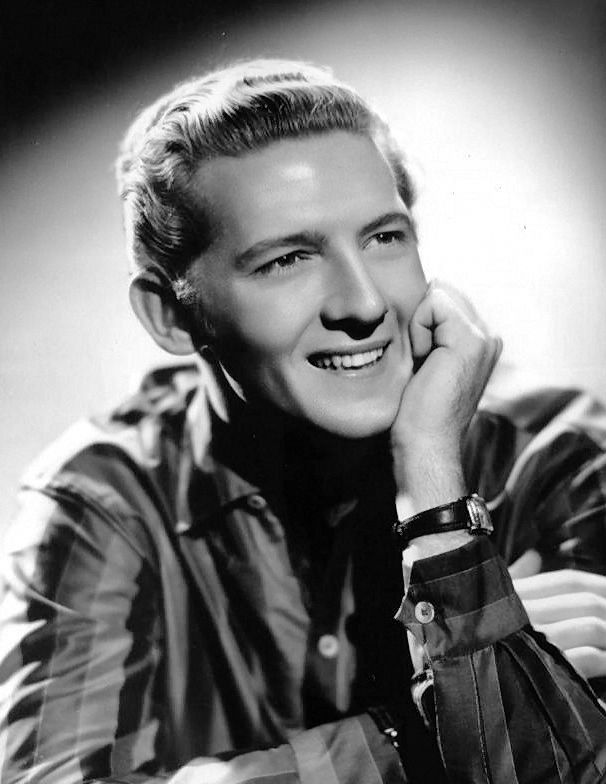
Den amerikanske rocksångaren och pianisten Jerry Lee Lewis avled 28 oktober, 87 år gammal.

- 4 oktober – Loretta Lynn, 90, amerikansk countrysångare och låtskrivare.
- 7 oktober – Anna Wahlgren, 80, svensk författare och samhällsdebattör.
- 9 oktober – Bruno Latour, 75, fransk filosof och sociolog.
- 11 oktober – Angela Lansbury, 96, brittisk skådespelare.
- 13 oktober
  - Janne Lorentzon, 82, svensk sportjournalist.
  - Lennart "Liston" Söderberg, 81, svensk fotbollsspelare och fotbollstränare.
- 14 oktober – Robbie Coltrane, 72, brittisk (skotsk) skådespelare och komiker.
- 22 oktober – Dietrich Mateschitz, 78, österrikisk entreprenör, medgrundare och delägare av Red Bull GmbH.
- 24 oktober – Ashton Carter, 68, amerikansk fysiker och ämbetsman, USA:s försvarsminister 2015–2017.
- 26 oktober – Pierre Soulages, 102, fransk målare, gravör och skulptör.
- 28 oktober
  - Peo Jönis, 75, svensk musiker, sångare och kapellmästare.
  - Jerry Lee Lewis, 87, amerikansk rocksångare och pianist.

### November

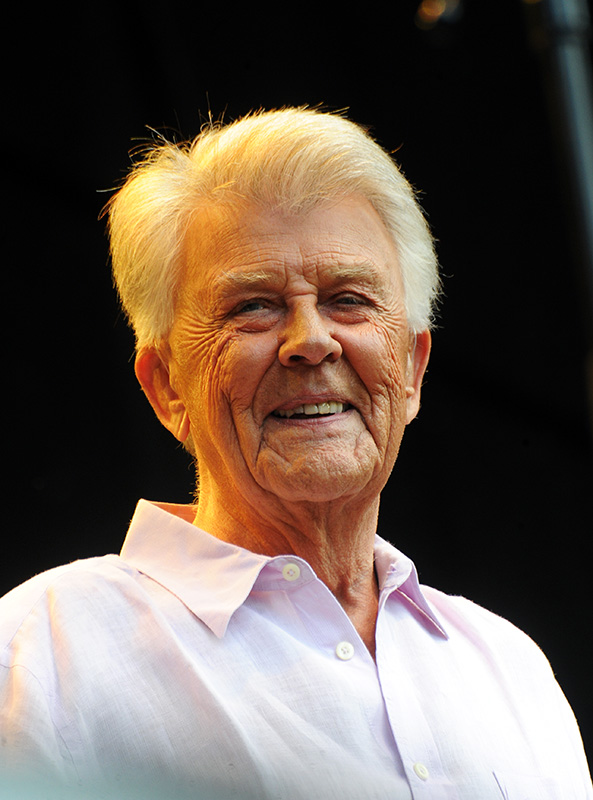
Den svenske sångaren och skådespelaren Sven-Bertil Taube avled 11 november, 87 år gammal.

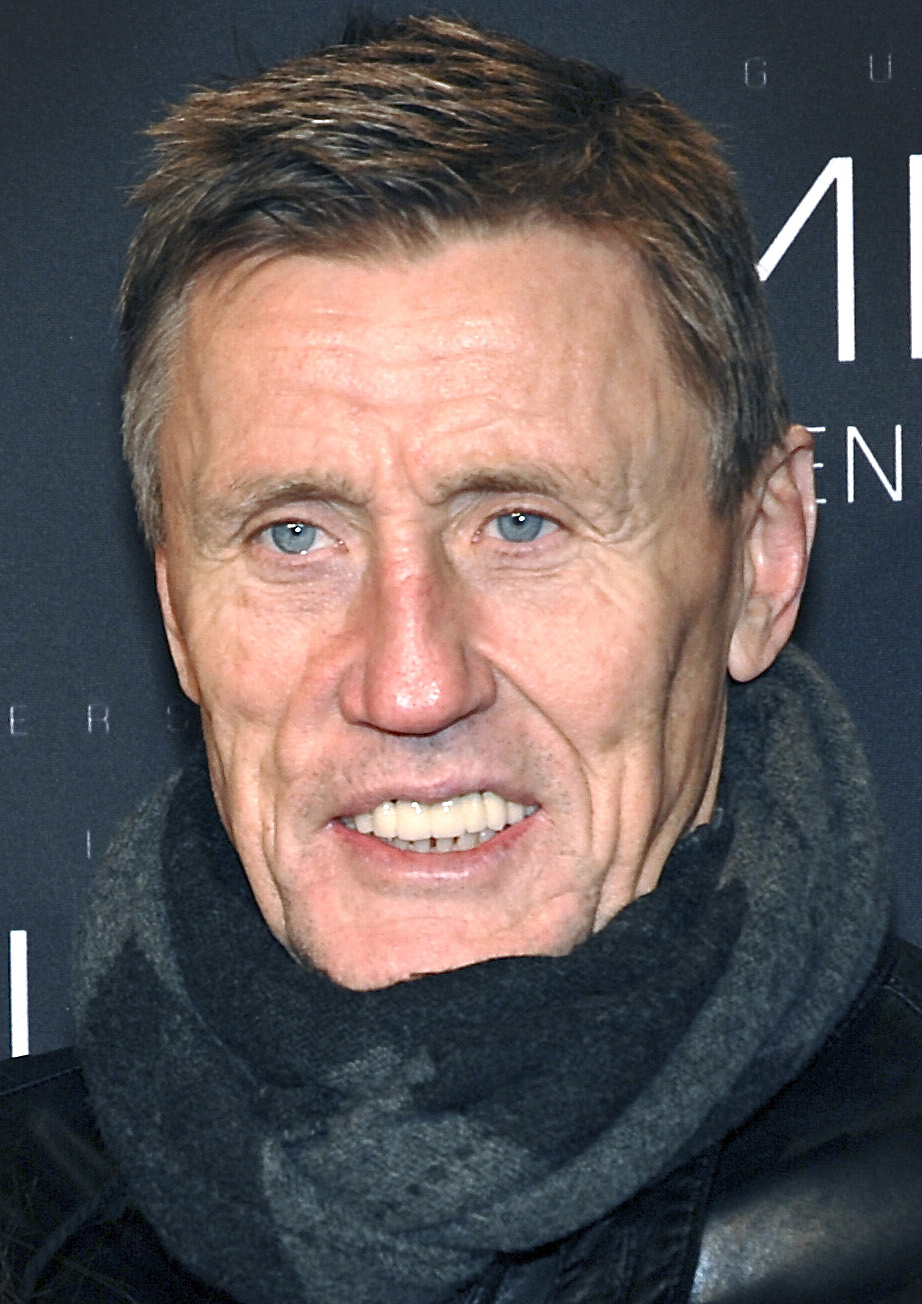
Den svenske ishockeyspelaren Börje Salming avled 24 november, 71 år gammal.

- 2 november – Ela Bhatt, 89, indisk kvinnorätts- och arbetslivsaktivist, grundare av SEWA och mottagare av Right Livelihood Award 1984.
- 5 november – Aaron Carter, 34, amerikansk sångare.
- 6 november – Edward C. Prescott, 81, amerikansk nationalekonom, mottagare av Sveriges Riksbanks pris i ekonomisk vetenskap till Alfred Nobels minne 2004.
- 8 november – Claes-Göran Hederström, 77, svensk sångare.
- 11 november
  - John Aniston, 89, amerikansk skådespelare.
  - Sven-Bertil Taube, 87, svensk sångare och skådespelare.
- 16 november – Bo Holmqvist, 91, svensk journalist.
- 20 november
  - Hédi Fried, 98, svensk författare och psykolog.
  - Gunilla Palmstierna-Weiss, 94, svensk scenograf, kostymtecknare, skulptör och keramiker.
- 21 november – Wilko Johnson, 75, brittisk gitarrist, sångare och låtskrivare (Dr. Feelgood).
- 24 november
  - Hans Magnus Enzensberger, 93, tysk författare, översättare och redaktör.
  - Börje Salming, 71, svensk ishockeyspelare.[120]
- 25 november – Irene Cara, 63, amerikansk sångare och skådespelare.
- 30 november
  - Christine McVie, 79, brittisk sångare, låtskrivare och keyboardist (Fleetwood Mac).
  - Meinhard von Gerkan, 87, tysk arkitekt.
  - Jiang Zemin, 96, kinesisk politiker, generalsekreterare för Kinas kommunistiska parti 1989–2002 och Kinas president 1993–2003.

### December

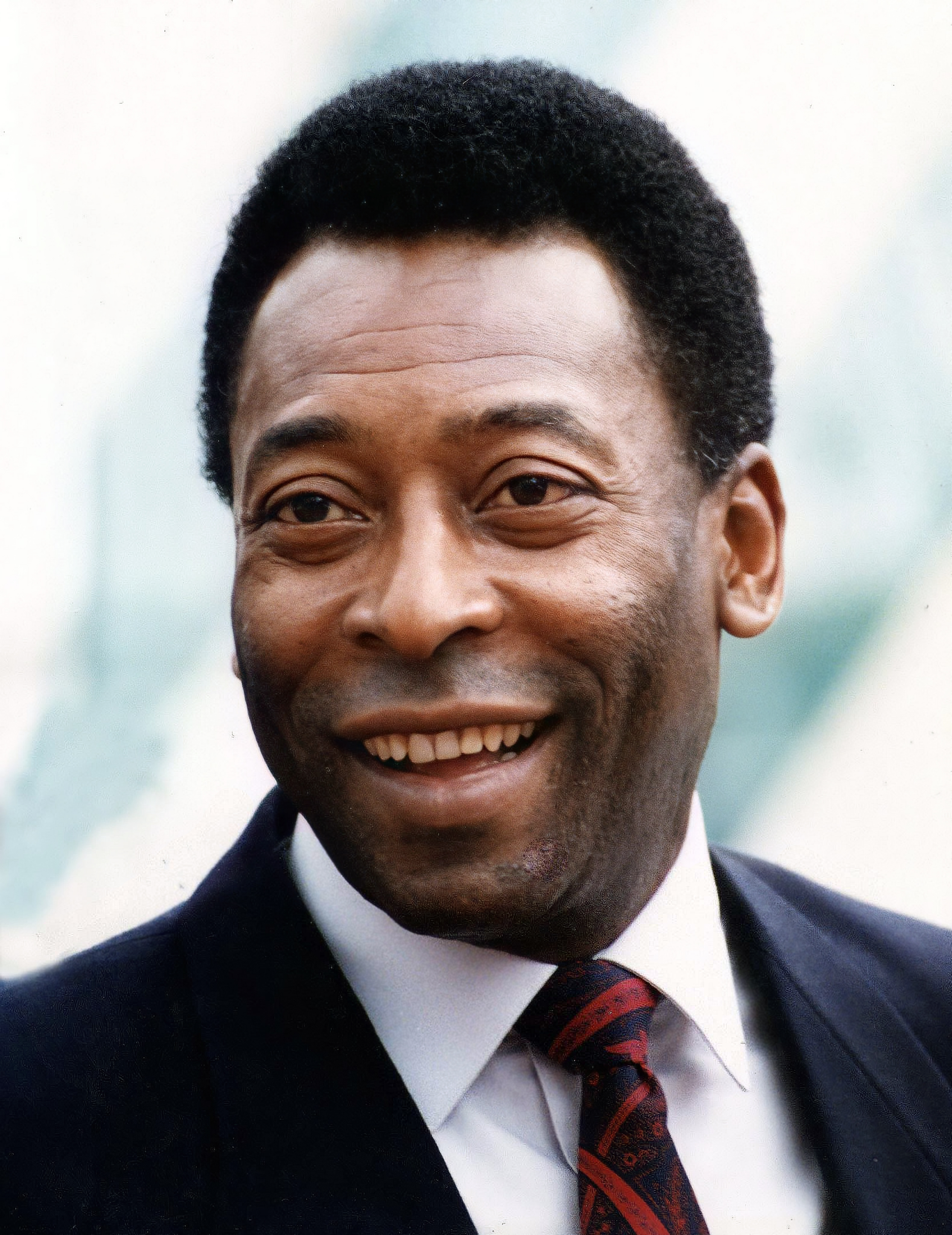
Den brasilianske fotbollsspelaren Pelé avled 29 december, 82 år gammal.

- 3 december – Svenne Hedlund, 77, svensk sångare (Hep Stars, Svenne & Lotta).
- 5 december – Kirstie Alley, 71, amerikansk skådespelare.
- 6 december – Ichirou Mizuki, 74, japansk kompositör, sångtextförfattare, sångare och röstskådespelare.
- 12 december – Angelo Badalamenti, 85, amerikansk kompositör
- 15 december – Håkan Lindquist, 64, svensk författare.
- 17 december – Anders Nyström, 89, svensk skådespelare.
- 19 december – Terry Hall, 63, brittisk sångare (The Specials, Fun Boy Three m.fl.)
- 24 december – Kathy Whitworth, 83, amerikansk golfspelare.
- 25 december – Jean Blondel, 93, fransk statsvetare.
- 26 december – Lasse Lönndahl, 94, svensk sångare och skådespelare.
- 29 december
  - Arata Isozaki, 91, japansk arkitekt.
  - Pelé, 82, brasiliansk fotbollsspelare.
  - Edgar Savisaar, 72, estnisk självständighets- och reformpolitiker, Estlands premiärminister 1991–1992.[121].
  - Vivienne Westwood, 81, brittisk modedesigner.
- 30 december – Barbara Walters, 93, amerikansk journalist och nyhetsankare.
- 31 december
  - Benedictus XVI, 95, tysk prelat och biskop, Romersk-katolska kyrkans påve 2005–2013.
  - Bert-Åke Varg, 90, svensk skådespelare och sångare.

### Fotnoter
1. ↑  Linnea Carlén, Nils Jönsson, Ebba Fors, TT (6 januari 2022). ”Oroligheterna i Kazakstan – detta har hänt”. SVT Nyheter. https://www.svt.se/nyheter/utrikes/oroligheterna-i-kazakstan-detta-har-hant. Läst 26 februari 2022.
2. ↑  Alaa Elassar, Pierre Meilhan (2 januari 2022). ”Sudan's Prime Minister resigns amid violent anti-coup protests that have left at least 57 people dead”. CNN. https://edition.cnn.com/2022/01/02/world/sudan-protest-killed-anti-coup-security-forces/index.html. Läst 26 februari 2022.
3. ↑  ”The science behind the first successful pig-to-human heart transplant”. The Economist. 15 januari 2022. ISSN 0013-0613. https://www.economist.com/science-and-technology/2022/01/15/the-science-behind-the-first-successful-pig-to-human-heart-transplant. Läst 13 januari 2022.
4. ↑  ”Man given genetically modified pig heart dies” (på brittisk engelska). BBC News. 9 mars 2022. https://www.bbc.com/news/health-60681493. Läst 11 mars 2022.
5. ↑  Jonas Cullberg/TT (10 januari 2022). ”Boende: ”Barn bars på bårar ut ur huset””. Svenska Dagbladet. https://www.svd.se/element-tros-ha-orsakat-bronxbrand. Läst 3 mars 2022.
6. ↑  ”Dödsannonser”. Dagens Nyheter, Kulturdelen, sid 13. 26 januari 2022.
7. ↑  ”Militärkupp i Burkina Faso”. SVT Nyheter. 24 januari 2022. https://www.svt.se/nyheter/utrikes/militarkupp-i-burkina-faso. Läst 26 februari 2022.
8. ↑  Saga Mannila (29 januari 2022). ”Italiens sittande president Sergio Mattarella återvald – övertalades att ställa upp för ytterligare en sjuårsperiod”. Svenska YLE. https://svenska.yle.fi/a/7-10012204. Läst 3 mars 2022.
9. ↑  ”Pressmeddelande 1 februari 2022”. Ansvarsnämnden för biskopar. Svenska kyrkan. 1 februari 2022. Arkiverad från originalet den 2 februari 2022. https://web.archive.org/web/20220202080442/https://www.svenskakyrkan.se/ansvarsnamnden. Läst 2 februari 2022.
10. ↑  Carl Larsson, Erik Wikén, Patrik Widegren (1 februari 2022). ”Biskopen i Visby stift avsätts” (på svenska). SVT Öst. https://www.svt.se/nyheter/lokalt/ost/biskopen-i-visby-stift-avsatts-historiskt-beslut. Läst 1 februari 2022.
11. ↑  Jacob Zetterman och Johannes Ottestig (1 februari 2022). ”Biskopen avkragas efter utomäktenskaplig relation”. Tidningen Dagen. https://www.dagen.se/nyheter/2022/02/01/live-presskonferens-om-biskopen-i-visby-stift/?cx_testId=2&cx_testVariant=cx_1&cx_artPos=0#cxrecs_s.
12. ↑  Erik Wikén (1 februari 2022). ”Finns en gräns för vilket liv man kan leva” (på svenska). SVT Öst. https://www.svt.se/nyheter/lokalt/ost/elisabeth-sandlund-for-en-biskop-finns-egentligen-inget-privatliv. Läst 1 februari 2022.
13. ↑  Söderberg, Kajsa; Ljungkvist, Matilda (1 februari 2022). ”Historiskt beslut: Biskopen i Visby avkragas”. Kyrkans Tidning. https://www.kyrkanstidning.se/nyhet/har-ar-ansvarsnamndens-beslut-om-biskopen. Läst 2 februari 2022.
14. ↑  ”Islamic State leader Abu Ibrahim al-Qurayshi killed in Syria, US says”. BBC News. 4 februari 2022. https://www.bbc.com/news/world-middle-east-60246129. Läst 26 februari 2022.
15. ↑  Runevad Kjellmer, Jakob; Koch-Emmery, Linn; Pakdemir, Helin (5 februari 2022). ”Cornelia Jakobs och Robin Bengtsson vidare till final”. SVT. https://www.svt.se/kultur/x-och-x-vidare-till-final. Läst 8 februari 2022.
16. ↑  ”Kings and Queens of England & Britain” (på brittisk engelska). Historic UK. https://www.historic-uk.com/HistoryUK/KingsQueensofBritain/. Läst 7 november 2021.
17. ↑  Davies, Caroline (4 januari 2022). ”Queen’s platinum jubilee year: ‘2022 will be year of mixed blessings’” (på engelska). The Guardian. https://www.theguardian.com/uk-news/2022/jan/04/queens-platinum-jubilee-year-2022-will-be-year-of-mixed-blessings. Läst 9 februari 2022.
18. ↑  Nivette Dawod (8 februari 2022). ”Coronapandemin: Detta gäller från den 9 februari”. Aftonbladet. https://www.aftonbladet.se/nyheter/a/lVmM6A/restriktioner-9-februari-familjekarantan-vaccinpass. Läst 2 mars 2022.
19. ↑  Johnny Sjöblom (13 februari 2022). ”Frank-Walter Steinmeier fortsätter som Tysklands president”. Svenska YLE. https://svenska.yle.fi/a/7-10012891. Läst 3 mars 2022.
20. ↑  Lovis Häkkinen (14 februari 2022). ”Trudeau inför nödlag mot coronaprotesterna”. SVT Nyheter. https://www.svt.se/nyheter/utrikes/trudeau-infor-nodlag-mot-coronaprotesterna. Läst 26 februari 2022.
21. ↑  Andrew Roth, Julian Borger (21 februari 2022). ”Putin orders troops into eastern Ukraine on ‘peacekeeping duties’”. The Guardian. https://www.theguardian.com/world/2022/feb/21/ukraine-putin-decide-recognition-breakaway-states-today. Läst 26 februari 2022.
22. ↑  Erik Wikén, Christoffer Wendick, Regina Svedberg Ågren (22 februari 2022). ”Gasledningen Nord Stream 2 stoppas tills vidare”. SVT Nyheter. https://www.svt.se/nyheter/utrikes/nordstream-2-stoppas. Läst 26 februari 2022.
23. ↑  ”Boris Johnson announces UK sanctions against Russia”. BBC News. 22 februari 2022. https://www.bbc.com/news/uk-politics-60476137. Läst 26 februari 2022.
24. ↑  ”5 punkter om ryska invasionen: Detta har hänt”. Aftonbladet. 24 februari 2022. https://www.aftonbladet.se/nyheter/a/AL91QM/ryssland-invaderar-ukraina-5-punkter-med-detta-har-hant. Läst 26 februari 2022.
25. ↑  Christy Chamy (25 februari 2022). ”Dygnet då Ryssland invaderade Ukraina – timme för timme”. Dagens Nyheter. https://www.dn.se/varlden/dygnet-da-ryssland-invaderade-ukraina-timme-for-timme/. Läst 26 februari 2022.
26. ↑  Sara Sundman (24 februari 2022). ”EU-ledarna överens om nya sanktioner mot Ryssland”. YLE. https://svenska.yle.fi/a/7-10013445. Läst 26 februari 2022.
27. ↑  Emanuel Videla, Adolfo Diaz, Joakim Medin (24 februari 2022). ”Kriget i Ukraina: Världsledare fördömer Rysslands invasion”. ETC. https://www.etc.se/utrikes/vaerlden-foerdoemer-putins-invasion-av-ukraina. Läst 26 februari 2022.
28. ↑  TT (26 februari 2022). ”Ryska banker utesluts från Swift”. Dagens industri. https://www.di.se/nyheter/ryska-banker-utesluts-fran-swift/. Läst 2 mars 2022.
29. ↑  Amanda Hällsten (27 februari 2022). ”Putin beordrar militär att höja kärnvapenberedskapen”. Aftonbladet. https://www.aftonbladet.se/nyheter/a/OrBn91/putin-beordrar-militar-att-hoja-karnvapenberedskapen. Läst 2 mars 2022.
30. ↑  ”Här är slutsatserna i IPCC:s klimatrapport”. Ny Teknik. 28 februari 2022. https://www.nyteknik.se/miljo/har-ar-slutsatserna-i-ipcc-s-klimatrapport-7029522. Läst 2 mars 2022.
31. ↑  TT (4 mars 2022). ”Minst 45 döda i moskédåd i Pakistan – IS tar på sig ansvaret”. Dagens Nyheter. https://www.dn.se/varlden/minst-45-doda-i-moskedad-i-pakistan/. Läst 5 mars 2022.
32. ↑  Fanny Juhlin (3 mars 2022). ”Vändningen: Inga ryska idrottare i Paralympics”. Aftonbladet. https://www.aftonbladet.se/sportbladet/a/a7BKXM/ryska-och-belarusiska-idrottare-utesluts-fran-paralympics. Läst 5 mars 2022.
33. ↑  Lars Näslund (14 mars 2022). ”Protesterade i rysk tv mot kriget – uppges ha gripits av polis”. Dagens Nyheter. https://www.dn.se/varlden/protesterade-i-rysk-tv-mot-kriget-uppges-ha-gripits-av-polis/. Läst 5 april 2022.
34. ↑  Sten Sjöström (25 mars 2022). ”Uppgifter: 300 döda efter attack mot teater i Mariupol”. Sveriges Radio. https://sverigesradio.se/artikel/uppgifter-300-doda-efter-attack-mot-teater-i-mariupol. Läst 27 juli 2022.
35. ↑  Oscar Schau (4 maj 2022). ”AP:s granskning visar: 600 kan ha dött i teaterattacken”. SVT Nyheter. https://www.svt.se/nyheter/utrikes/ap-s-granskning-visar-600-doda-i-teaterattacken. Läst 27 juli 2022.
36. ↑  ”Det vet vi om attacken på Malmö latinskola”. Sveriges Radio. 22 mars 2022. https://sverigesradio.se/avsnitt/det-vet-vi-om-skolattacken-pa-malmo-latinskola. Läst 24 mars 2022.
37. ↑  Johan Forssblad (1 april 2022). ”Covid-19 klassas inte längre som samhällsfarlig sjukdom” (på svenska). SVT Nyheter. https://www.svt.se/nyheter/lokalt/varmland/covid-19-klassas-inte-langre-som-samhallsfarlig-sjukdom. Läst 30 augusti 2022.
38. ↑  Helena Sjögren (2 april 2022). ”Ukraina: Återtagen kontroll över hela Kiev-regionen”. SVT Nyheter. https://www.svt.se/nyheter/utrikes/ukraina-atertagen-kontroll-over-hela-kiev-regionen.
39. ↑  Linnea Carlén (3 april 2022). ”Människorättsorganisationen: Ryska styrkor har begått flera krigsbrott”. SVT Nyheter. https://www.svt.se/nyheter/utrikes/manniskorattsorganisationen-ryska-styrkor-har-begatt-flera-krigsbrott. Läst 5 april 2022.
40. ↑  Daniela Marquardt (4 april 2022). ”OSSE: Ojämna villkor i Ungerns parlamentsval”. Sveriges Radio. https://sverigesradio.se/artikel/osse-ojamna-villkor-i-ungerns-parlamentsval. Läst 5 april 2022.
41. ↑  ”The Senate Confirms Kentanji Brown Jackson to serve on the US Supreme Court” (på engelska). The White House. 7 april 2022. Arkiverad från originalet den 25 februari 2022. https://web.archive.org/web/20220225235215/https://www.whitehouse.gov/kbj/. Läst 8 april 2022.
42. ↑  ”Roll Call Vote 117th Congress - 2nd Session” (på engelska). United States Senate. 7 april 2022. https://www.senate.gov/legislative/LIS/roll_call_votes/vote1172/vote_117_2_00134.htm. Läst 8 april 2022.
43. ↑  ”Nyamko Sabuni lämnar sitt uppdrag som partiordförande för Liberalerna”. Liberalerna. 8 april 2022. https://www.liberalerna.se/nyheter/nyamko-sabuni-lamnar-sitt-uppdrag-som-partiordforande-for-liberalerna. Läst 8 april 2022.
44. ↑  ”Johan Pehrson ny partiledare för Liberalerna”. Liberalerna. 8 april 2022. https://www.liberalerna.se/nyheter/johan-pehrson-ny-partiledare-for-liberalerna. Läst 8 april 2022.
45. ↑  Mia Holmgren (9 april 2022). ”Pakistans premiärminister avsatt efter misstroendeomröstning”. Dagens Nyheter. https://www.dn.se/varlden/pakistans-premiarminister-avsatt-efter-misstroendeomrostning/. Läst 14 april 2022.
46. ↑  ”Ryssland bekräftar: Skadade flaggskeppet har sjunkit”. Sveriges Radio. 14 april 2022. https://sverigesradio.se/artikel/ryssland-bekraftar-flaggskeppet-har-sjunkit. Läst 25 april 2022.
47. ↑  ”Upplopp i flera städer – detta har hänt”. SVT Nyheter. 22 april 2022. https://www.svt.se/nyheter/inrikes/stram-kurs-i-sverige-detta-har-hant. Läst 25 april 2022.
48. ↑  ”Macron sitter kvar – med god marginal”. SVT Nyheter. 25 april 2022. https://www.svt.se/nyheter/snabbkollen/macron-sitter-kvar-med-god-marginal. Läst 25 april 2022.
49. ↑  ”Death toll from Saratoga Hotel explosion rises to 47” (på engelska). OnCuba News. 16 juni 2022. https://oncubanews.com/en/cuba/death-toll-from-saratoga-hotel-explosion-rises-to-47/. Läst 27 juli 2022.
50. ↑  TT (16 maj 2022). ”Utredare: Israel troligen bakom reporters död”. SVT Nyheter. https://www.svt.se/kultur/utredare-israel-troligen-bakom-reporters-dod. Läst 27 juli 2022.
51. ↑  Josefin Silverberg (24 juni 2022). ”FN: Palestinsk journalist dog av israeliska kulor”. SVT Nyheter. https://www.svt.se/nyheter/utrikes/fn-palestinsk-journalist-dog-av-israeliska-kulor. Läst 27 juli 2022.
52. ↑  Torbjörn Ek, Stina Dahlgren, Andreas Hansson (15 maj 2022). ”Ukrainas Kalush Orchestra vinner Eurovision 2022”. Aftonbladet. https://www.aftonbladet.se/nojesbladet/melodifestivalen/a/BjLR7e/ukrainas-kalush-orchestra-vinner-eurovision-2022. Läst 27 juli 2022.
53. ↑  ”Sverige och Finland har lämnat in ansökan till Nato”. www.europaportalen.se. https://www.europaportalen.se/2022/05/sverige-och-finland-har-lamnat-ansokan-till-nato. Läst 17 februari 2023.
54. ↑  Pettersson, Erik (18 maj 2022). ”Turkiet: Därför kan vi inte släppa in Sverige i Nato”. Syre. https://tidningensyre.se/2022/18-maj-2022/turkiet-darfor-kan-vi-inte-slappa-in-sverige-i-nato/. Läst 17 februari 2023.
55. ↑  Clarence Frenker (20 juni 2022). ”SVT:s korrespondent: ”Han fick fler röster än någon annan president i Colombias historia””. SVT Nyheter. https://www.svt.se/nyheter/utrikes/svt-s-korrespondent-han-fick-fler-roster-an-nagon-annan-president-i-colombias-historia. Läst 10 juli 2022.
56. ↑  TT (19 juni 2022). ”Macron förlorar majoriteten i parlamentet”. Dagens Industri. https://www.di.se/nyheter/macron-forlorar-majoriteten-i-parlamentet/. Läst 10 juli 2022.
57. ↑  Linnea Carlén (22 juni 2022). ”1 000 döda efter kraftigt skalv i Afghanistan”. SVT Nyheter. https://www.svt.se/nyheter/utrikes/stort-antal-doda-i-jordskalv-i-afghanistan. Läst 10 juli 2022.
58. ↑  Aubel, Ell & Engler (2023). ”Naturkatastrphen”. Der neue Kosmos Welt-Almanach. Kosmos Verlag. sid. 18
59. ↑  Yngve/TT, Martin (24 juni 2022). ”Missouri först ut att förbjuda abort”. Svenska Dagbladet. ISSN 1101-2412. https://www.svd.se/a/x8q1V8/vad-hander-om-hd-river-upp-roe-mot-wade. Läst 2 juli 2022.
60. ↑  Berman, Lazar. ”Jewish lawmaker becomes first female speaker of French National Assembly” (på amerikansk engelska). www.timesofisrael.com. https://www.timesofisrael.com/jewish-lawmaker-becomes-first-female-speaker-of-french-national-assembly/. Läst 17 februari 2023.
61. ↑  TT (30 juni 2022). ”Riksbanken höjer styrräntan till 0,75 procent – största höjningen sedan 2000”. Dagens Nyheter. https://www.dn.se/ekonomi/riksbanken-hojer-styrrantan-till-0-75-procent/. Läst 22 juli 2022.
62. ↑  Fredrik Rubin, Amanda Skagerström Lindau, Elle Kari Karlsson, Jenny Martorell, Johanna Rudbäck (3 juli 2022). ”Tre döda efter skjutning i köpcentrum i Köpenhamn” (på svenska). SVT Nyheter. https://www.svt.se/nyheter/utrikes/larm-om-skottlossning-i-kopcentrum-i-kopenhamn-stor-polisinsats. Läst 12 september 2022.
63. ↑  Gustaf Larsson (5 juli 2022). ”5 punkter – det handlar SAS-konflikten om”. Aftonbladet. https://www.aftonbladet.se/minekonomi/a/5G1VlE/sas-strejk-det-handlar-konflikten-om. Läst 22 juli 2022.
64. ↑  Jenny Nyman, Paul Hansen (19 juli 2022). ”SAS-strejken är över – parterna överens”. Dagens Nyheter. https://www.dn.se/ekonomi/sas-strejken-ar-over-parterna-overens/. Läst 22 juli 2025.
65. ↑  Elle Kari Karlsson (11 juli 2022). ”Mordet på Ing-Marie Wieselgren rubriceras som terrorbrott”. SVT Nyheter. https://www.svt.se/nyheter/lokalt/ost/mordet-pa-ing-marie-wieselgren-rubriceras-som-terrorbrott. Läst 23 juli 2022.
66. ↑  Niklas Sobieski (7 juli 2022). ”Efter massavhoppen – Boris Johnson avgår”. SVT Nyheter. https://www.svt.se/nyheter/utrikes/efter-massavhoppen-boris-johnson-avgar. Läst 23 juli 2022.
67. ↑  ”Japans tidigare premiärminister död”. www.aftonbladet.se. https://www.aftonbladet.se/a/KzoW0X. Läst 8 juli 2022.
68. ↑  ”Extrem värmebölja fortsätter plåga Europa – hundratals döda”. TV4. 17 juli 2022. Arkiverad från originalet den 22 juli 2022. https://web.archive.org/web/20220722203641/https://www.tv4.se/artikel/7nVJYjcRfqeD23pkOOygBK/extrem-vaermeboelja-fortsaetter-plaga-europa-hundratals-doeda. Läst 22 juli 2022.
69. ↑  Sarah Ibrahim, TT (19 juli 2022). ”Flera värmerekord i extremhettans Europa”. SVT Nyheter. https://www.svt.se/nyheter/utrikes/flera-varmerekord-i-extremhettans-europa. Läst 22 juli 2022.
70. ↑  ”Efter år av väntan: Två Balkanländer kan börja EU-förhandla”, Europaportalen, 19 juli 2022.
71. ↑  TT (21 juli 2022). ”Kraftig räntehöjning från ECB”. Dagens Nyheter. https://www.dn.se/ekonomi/kraftig-rantehojning-fran-ecb/. Läst 22 juli 2022.
72. ↑  Jenny Martorell (21 juli 2022). ”Italiens premiärminister Mario Draghi har meddelat sin avgång”. SVT Nyheter. https://www.svt.se/nyheter/utrikes/mario-draghi-avgar. Läst 22 juli 2022.
73. ↑  Davis, Nicola (23 juli 2022). ”Monkeypox declared global health emergency by WHO as cases surge”. https://www.theguardian.com/world/2022/jul/23/monkeypox-who-declares-public-health-emergency-of-international-concern. Läst 25 juli 2022.
74. ↑  Ränkeskog, Gustaf (25 juli 2022). ”Armand Duplantis med nytt världsrekord – klarar 6,21”. SVT Sport. https://www.svt.se/sport/friidrott/mondo-4. Läst 25 juli 2022.
75. ↑  Erik Ekerlid (31 juli 2022). ”England vinner EM efter sanslöst förlängningsdrama” (på svenska). SVT Sport. https://www.svt.se/sport/fotboll/england-tyskland-em-final. Läst 3 september 2022.
76. ↑  Marit Sundberg, Sanna Torén Björling (2 augusti 2022). ”Talmannen Nancy Pelosi har landat i Taiwan”. Dagens Nyheter. https://www.dn.se/varlden/uppgifter-pelosis-plan-pa-vag-mot-taiwan/. Läst 9 september 2022.
77. ↑  Marcus Ytter (8 augusti 2022). ”Kinas militärövningar vid Taiwan fortsätter” (på svenska). SVT Nyheter. https://www.svt.se/nyheter/utrikes/kinas-militarovning-vid-taiwan-ser-ut-forsatta. Läst 4 september 2022.
78. ↑  Josefine Karlsson, Hans Österman (12 augusti 2022). ”Författaren Salman Rushdie knivhuggen på scen”. Aftonbladet. https://www.aftonbladet.se/nyheter/a/Ea33yj/forfattaren-salman-rushdie-attackerad. Läst 9 september 2022.
79. ↑  Josefin Flemmich (27 augusti 2022). ”Mer än tusen döda i rekordsvåra översvämningar i Pakistan – hjälpen når inte fram till de drabbade”. Svenska Yle. https://svenska.yle.fi/a/7-10020026. Läst 9 september 2022.
80. ↑  Albin Lindström (2 september 2022). ”Ryska gasleveransen stoppas på obestämd tid” (på svenska). SVT Nyheter. https://www.svt.se/nyheter/utrikes/ryska-gasleveransen-stoppas-pa-obestamd-tid. Läst 4 september 2022.
81. ↑  Erik de la Reguera (5 september 2022). ”Liz Truss efterträder Boris Johnson som partiledare och Storbritanniens premiärminister”. Dagens Nyheter. https://www.dn.se/varlden/liz-truss-eftertrader-boris-johnson-som-partiledare-och-storbritanniens-premiarminister/. Läst 9 september 2022.
82. ↑  ”Drottning Elizabeth är död”. SVT Nyheter. 8 september 2022. https://www.svt.se/nyheter/utrikes/drottning-elizabeth-dod. Läst 9 september 2022.
83. ↑  Marie Lundahl, Rufus O Jägemar (15 september 2022). ”Högersidan med Kristersson i spetsen tog hem valsegern” (på svenska). SVT Nyheter. https://www.svt.se/nyheter/inrikes/hogersidan-vann-valet-2022. Läst 15 september 2022.
84. ↑  Ann Törnqvist (24 september 2022). ”Hennes död utlöste protestvågen i Iran”. SVT Nyheter. https://www.svt.se/nyheter/utrikes/iran-protester-sjal-demonstrationer. Läst 2 oktober 2022.
85. ↑  ”En av Malexandermördarna släppt ur fängelse”. SVT Nyheter Öst. 3 oktober 2022. https://www.svt.se/nyheter/lokalt/ost/en-av-malexandermordarna-slappt-ur-fangelse. Läst 20 oktober 2022.
86. ↑  Frida Bergkvist (26 september 2022). ”Meloni segrar i Italien – ser ut att säkra var fjärde röst”. Dagens Nyheter. https://www.dn.se/varlden/meloni-segrar-i-italien-ser-ut-att-sakra-var-fjarde-rost/. Läst 2 oktober 2022.
87. ↑  Ida Persson (27 september 2022). ”Seismolog: Två explosioner intill Nord Stream”. SVT Nyheter. https://www.svt.se/nyheter/inrikes/svt-avslojar-tva-explosioner-intill-nord-stream. Läst 2 oktober 2022.
88. ↑  Mia Holmgren (30 september 2022). ”Ryssland annekterar ukrainska regioner – strider mot folkrätten”. Dagens Nyheter. https://www.dn.se/varlden/ryssland-annekterar-ukrainska-regioner-strider-mot-folkratten/. Läst 2 oktober 2022.
89. ↑  Nils Stahle, TT (30 september 2022). ”Stängda gränser efter statskupp i Burkina Faso”. SVT Nyheter. https://www.svt.se/nyheter/utrikes/statskupp-i-burkina-faso-andra-gangen-i-ar. Läst 2 oktober 2022.
90. ↑  Julia Selin, Jörn Spolander, Johan Nilsson (4 oktober 2022). ”John Clauser, Alain Aspect och Anton Zeilinger får Nobelpriset i fysik”. Dagens Nyheter. https://www.dn.se/sverige/john-clauser-alain-aspect-och-anton-zeilinger-far-nobelpriset-i-fysik/. Läst 20 oktober 2022.
91. ↑  ”Pressmeddelande: Nobelpriset i kemi 2022”. nobelprize.org. 5 oktober 2022. https://www.nobelprize.org/prizes/chemistry/2022/193975-press-release-swedish/. Läst 20 oktober 2022.
92. ↑  ”Annie Ernaux”. nobelprize.org. https://www.nobelprize.org/prizes/literature/2022/ernaux/facts/. Läst 20 oktober 2022.
93. ↑  Frida Bergkvist (7 oktober 2022). ”Nobels fredspris tilldelas belarusisk demokratikämpe”. Dagens Nyheter. https://www.dn.se/varlden/nobels-fredspris-tilldelas-belarusisk-demokratikampe/. Läst 20 oktober 2022.
94. ↑  ”Ben S. Bernanke, Douglas W. Diamond och Philip H. Dybvig får ekonomipriset 2022”. Sveriges riksbank. 10 oktober 2022. https://www.riksbank.se/sv/press-och-publicerat/nyheter-och-pressmeddelanden/nyheter/2022/ben-s.-bernanke-douglas-w.-diamond-och-philip-h.-dybvig-far-ekonomipriset-2022/. Läst 20 oktober 2022.
95. ↑  Patrik Widegren (10 oktober 2022). ”Valet är klart: Han blir ny biskop på Gotland”. SVT Nyheter. https://www.svt.se/nyheter/lokalt/ost/valet-ar-klart-han-blir-ny-biskop-pa-gotland. Läst 20 oktober 2022.
96. ↑  Hanna Jakobsson, Lina Lund, Jenny Nyman (14 oktober 2022). ”Så blir Tidöavtalet: Liberalerna i regeringen – SD utanför”. Dagens Nyheter. https://www.dn.se/sverige/tidoavtalet-liberalerna-i-regeringen-sd-utanfor/. Läst 20 oktober 2022.
97. ↑  Dante Thomsen (23 oktober 2022). ”Kinas ledare Xi Jinping klar för en tredje mandatperiod”. SVT Nyheter. https://www.svt.se/nyheter/utrikes/xi-jinping-klar-for-en-tredje-mandatperiod. Läst 30 oktober 2022.
98. ↑  ”Ulf Kristersson godkändes som statsminister”. Sveriges riksdag. 17 oktober 2022. https://www.riksdagen.se/sv/aktuellt/2022/okt/17/ulf-kristersson-godkandes-som-statsminister/. Läst 20 oktober 2022.
99. ↑  TT (20 oktober 2022). ”Liz Truss avgår – efter rekordkort tid”. Aftonbladet. https://www.aftonbladet.se/nyheter/a/8JJWXQ/liz-truss-hanger-lost-efter-gardagens-kaos. Läst 20 oktober 2022.
100. ↑  Josefin Silverberg, Johan Wicklén, TT (25 oktober 2022). ”Nu är Rishi Sunak premiärminister”. SVT Nyheter. https://www.svt.se/nyheter/utrikes/rishi-sunak-haller-forsta-talet-som-ny-premiarminister. Läst 30 oktober 2022.
101. ↑  Juan Flores, Clas Svahn (30 oktober 2022). ”Tusentals saknas efter katastrofen i Seoul”. Dagens Nyheter. https://www.dn.se/varlden/norrman-uppges-finnas-bland-de-151-dodade-i-seoul/. Läst 30 oktober 2022.
102. ↑  Justina Hüll, Marie Lundahl (31 oktober 2022). ”Lula da Silva vinner det brasilianska valet efter jämn valspurt”. SVT Nyheter. https://www.svt.se/nyheter/utrikes/svt-s-utrikesreporter-i-s-o-paulo-presidentvalets-sista-timmar. Läst 31 oktober 2022.
103. ↑  ”Ärkebiskop Antje lägger ner staven hösten 2022”. Svenska kyrkan. 7 december 2021. Arkiverad från originalet den 7 december 2021. https://web.archive.org/web/20211207083926/https://www.svenskakyrkan.se/pressmeddelande/arkebiskop-antje-lagger-ner-staven-hosten-2022?publisherId=1344892&releaseId=3312405&channels=3116725,3240407,3240404&webid=1374643. Läst 7 december 2021.
104. ↑  ”Ärkebiskop Antje Jackelén går i pension” (på svenska). SVT Uppsala. 7 december 2021. https://www.svt.se/nyheter/lokalt/uppsala/antje-jackelen-gar-i-pension. Läst 7 december 2021.
105. ↑  ”Ärkebiskopen går i pension” (på svenska). SVT Uppsala. 30 oktober 2022. https://www.svt.se/nyheter/lokalt/uppsala/arkebiskopen-gar-i-pension-lade-ned-staven-i-uppsala-domkyrka. Läst 30 oktober 2022.
106. ↑  Oscar Lernstad (2 november 2022). ”Danska valet – det händer nu”. Dagens Nyheter. https://www.dn.se/varlden/danska-valet-det-hander-nu/. Läst 4 november 2022.
107. ↑  Kragesteen, Hjalte T. H. (2 november 2022). ”Regeringen er gået af, og nu går dronningerunden i gang – sådan forløber den” (på danska). altinget.dk. https://www.altinget.dk/artikel/regeringen-er-gaaet-af-og-nu-gaar-dronningerunden-i-gang-saadan-forloeber-den. Läst 4 november 2022.
108. ↑  Falk Lønstrup, Katrine; Møller Munksgaard, Marie (2 november 2022). ”I dag begynder forhandlingerne om en ny regering. Især tre partier er interessante for Mette Frederiksen” (på danska). altinget.dk. https://www.altinget.dk/artikel/i-dag-begynder-forhandlingerne-om-en-regering-isaer-tre-partier-er-interessante-for-mette-frederiksen. Läst 4 november 2022.
109. ↑  ”China completes T-shaped Tiangong space station with new Mengtian module move” (på engelska). Space.com. 5 november 2022. https://www.space.com/china-completes-tiangong-space-station. Läst 9 november 2022.
110. ↑  ”Följ DN:s rapportering från klimatmötet COP27”. Dagens Nyheter. 7 november 2022. https://www.dn.se/varlden/folj-dns-rapportering-fran-klimatmotet-cop27/. Läst 10 november 2022.
111. ↑  ”Senaste nytt om mellanårsvalet i USA”. Dagens Nyheter. 8 november 2022. https://www.dn.se/varlden/senaste-nytt-om-mellanarsvalet-i-usa/. Läst 24 november 2025.
112. ↑  Johan Juhlin (11 november 2022). ”Ukrainas flagga hissad i Cherson: ”Driver ut ockupanterna””. SVT Nyheter. https://www.svt.se/nyheter/utrikes/olika-uppgifter-om-rysslands-retratt-fran-cherson. Läst 25 november 2022.
113. ↑  ”I dag inleds kritiserat fotbolls-VM: ”Stor glädje och stolthet” i Qatar”. TV4. 20 november 2022. Arkiverad från originalet den 25 november 2022. https://web.archive.org/web/20221125144158/https://www.tv4.se/klipp/va/13802945/i-dag-inleds-kritiserat-fotbolls-vm-stor-gladje-och-stolthet-i-qatar. Läst 25 november 2022.
114. ↑  Henrik Brandão Jönsson (8 december 2022). ”Castillo kan bli sjunde presidenten som ställs inför rätta i Peru”. Dagens Nyheter. https://www.dn.se/varlden/henrik-brandao-jonsson-castillo-kan-bli-sjunde-presidenten-som-stalls-infor-ratta-i-peru/. Läst 15 december 2022.
115. ↑  ”Fyra schimpanser skjutna – rymde från Furuviksparken”. www.expressen.se. https://www.expressen.se/nyheter/schimpans-pa-rymmen-fran-park/. Läst 17 december 2022.
116. ↑  Message of Condolence from H.E Hon. Uhuru Kenyatta following the death of former Head of Public Service Dr Richard Leakey Arkiverad 2 januari 2022 hämtat från the Wayback Machine. (engelska)
117. ↑  Hersezenhorn, David M.; de la Baume, Maïa (11 januari 2022). ”European Parliament President David Sassoli Dies Aged 65” (på engelska). Politico.eu. https://www.politico.eu/article/european-parliament-president-david-sassoli-dies-aged-65/. Läst 11 januari 2022.
118. ↑  ”Lester Piggott: Former champion jockey and nine-time Derby winner dies aged 86”. Sky Sports. 29 maj 2022. https://www.skysports.com/racing/news/12426/12623485/lester-piggott-former-champion-jockey-and-nine-time-derby-winner-dies-aged-86. Läst 29 maj 2022.
119. ↑  ”Stol nr 3 - Sture Allén”. Svenska akademien. https://www.svenskaakademien.se/svenska-akademien/de-aderton/stol-nr-3-sture-allen. Läst 21 juni 2022.
120. ↑  Viktor Runsten (24 november 2022). ”Börje Salming har gått bort” (på svenska). SVT Sport. https://www.svt.se/sport/ishockey/borje-salming-har-gatt-bort. Läst 27 november 2022.
121. ↑  Tambur, Silver (30 december 2022). ”Edgar Savisaar, a legendary Estonian politician, dies” (på engelska). Estonian World. https://estonianworld.com/people/edgar-savisaar-a-legendary-estonian-politician-dies/. Läst 2 januari 2023.